# Військові звання Австро-Угорщини
Військові звання Австро-Угорщини — це система рангів, що існувала в Збройних силах Австро-Угорщини в 1867–1918 рр.

## Історія
Австро-угорська армія відрізнялася кількістю різних офіцерських корпусів і різних видів військових чиновників.
Усі офіцери та військові чиновники, які отримували платню — на відміну від рядового складу (нім. Mannschaft) — і кандидат-офіцери та кандидат-чиновники, яким платили за денними ставками (нім. Löhnungbeziehen), були відомі як нім. Gagisten. Термін «Gagist» включав, окрім усіх офіцерів і посадових осіб, які мають статус офіцерів, певних військових чиновників, які не мали місця в ієрархії офіцерів і які були відомі як нім. Gagisten ohne Rangklasse; ці останні вважалися комбатантами (нім. Personen des Soldatenstandes).
В Австро-Угорщині не лише в армії та на флоті, а й на державній службі всі офіцери, посадові особи та державні службовці були класифіковані в одному з дванадцяти ієрархічних рангів (нім. Rangklassen) як для цілей оплати праці, так і для загального пріоритету. Ці ранги з відповідними їм військовими званнями можуть бути визначені таким чином:
| 1 | Фельдмаршали           | 7  | Оберст-лейтенанти (підполковники)  |
| 2 | Генерал-полковники     | 8  | Майори                             |
| 3 | Генерали               | 9  | Гауптмани (капітани)               |
| 4 | Фельдмаршал-лейтенанти | 10 | Оберлейтенанти (старші лейтенанти) |
| 5 | Генерал-майори         | 11 | Лейтенанти                         |
| 6 | Оберсти (полковники)   | 12 | Військовослужбовці без звання      |

У наведеному нижче списку показано категорії рангових класів офіцерів і чиновників, які охоплюються терміном Gagist (військові/цивільні службовці без військових звань, які є комбатантами):
- Офіцери (нім. Offiziere);
- VII — Військові посадові особи (нім. Militärbeamte);
- VIII — військові/цивільні службовці без військових звань (нім. Gagisten ohne Rangklasse);
- I — Військові офіцери (нім. Offiziere des Soldatenstandes);
- Офіцери-некомбатанти;
- II — Капелани (нім. Militärgeistliche);
- III — Медичні офіцери (нім. Militararzte);
- IV — Судові аудитори (нім. Offiziere fur den Justizdienst oder Auditore);
- V — Технічні офіцери ландштурму (нім. Landsturmingenieuroffiziere);
- VI — Військові бухгалтери (нім. Truppenrechnungsführer).

Римська цифра перед кожною категорією вище вказує на місце старшинства (нім. Rangordnung) офіцерів тощо цієї категорії. Таким чином капелан 6-го рангу мав перевагу над медичним офіцером того самого рангового класу (нім. Rangklasse).

## Сухопутні війська

### Ранги
Кадет (нім. Kadett), на посаді претендента на кар'єру професійного офіцера, також належав до рядової групи за званнями. Кадетські звання зараховувалися до відповідного іменного звання, але за наступним вищим званням. Наприклад, кадет-єфрейтор (нім. Kadett-Gefreiter) зараховувався до єфрейтора (нім. Gefreiter), однак, позаду капрала (нім. Korporal), який сам був нижчим за кадета-капрала (нім. Kadett-Korporal). Характерною рисою кадетських звань був галун на нарукавниках.
Чин штабсфельдфебель був введений у Збройні сили Австро-Угорщини в 1913 році. Раніше це було еквівалентом безірксфельдфебеля (нім. Bezirksfeldwebel) жандармерії. До фельдфебельської уніформи штабсфельдфебель носив головний убір, схожий на офіцерський кашкет, однак без характерної золотої офіцерської відзнаки. У 1913 році на комірі мундиру прикріплювався фельдфебель-галон шириною 1,3 см, виготовленого з імператорсько-жовтого шовку. Крім того, було нанесено три білі рангові целулоїдні зірки. У червні 1913 року погони чинів були змінені. Відтоді мав срібний дизайн, а рангові зірки виготовляли з білого шовку та вишивали.
Кадет-офіцерський заступник (нім. Kadett-Offiziersstellvertreter) відповідав рангу молодшого офіцера або кандидата в офіцери. Це звання було присутнє у кадетських школах (кадетських корпусах), де майбутні офіцери проходили навчання, перед тим як отримати офіційне офіцерське звання. Воно не було повноцінним офіцерським званням, а скоріше позначало звання тимчасового або помічного офіцера, який ще не закінчив своє навчання в академії, але вже виконував функції, подібні до тих, що виконували офіцери. Зазвичай таке звання могло бути присвоєно після завершення першого етапу навчання в кадетському корпусі.
Офіцер-аспірант або кандидат в офіцери (нім. Offizieranwaerter, угор. Tisztjelölt) прохов військову підготовку як однорічний волонтер (нім. Einjaehrig-Freiwilliger, угор. Egyévi Önkéntesi). Розпізнавальним знаком був імператорсько-жовтий шовковий квадрат-галон у верхній частині манжета. У 1915 році галун був вилучений після проходження остаточної перевірки. На зміну йому прийшов яскравий ґудзик на погоні, він розміщувався за відповідними зірками звання і перебував до моменту підвищення до першого офіцерського рангу.
| Ранг                 | Звання | Скорочена назва німецькою | Петлиці                                                                                | Опис петлиць |
| -------------------- | --- | ------------------------- | -------------------------------------------------------------------------------------- | --- |
| Рядові               | Піхотинець • Гонвед • Єгер • Драгун • Гусар • Улан • Канонір • Піонер • Залізничник • Санітар(нім. Infanterist • Honvéd • Jäger • Dragoner • Husar • Ulan • Kanonier • Pionier • Trainsoldat • Sanitätssoldat) |                           | ПіхотаГусари                                                                           | петлиця в колір коміру без жодних елементів |
| Рядові               | піхота • угорський гонвед • єгері • драгуни • гусари • улани • артилерія • інженерія • залізниця • медики |                           | ПіхотаГусари                                                                           | петлиця в колір коміру без жодних елементів |
| Молодші унтерофіцери | Єфрейтор • Вормейстер • Патрульфюрер (нім. Gefreiter • Vormeister • Patrouilleführer) (угор. Őrvezető) |                           | ПіхотаАртилеріяЄгеріГусари                                                             | одна біла зірка (з целулоїду) |
| Молодші унтерофіцери | піхота • артилерія • гірська піхота |                           | ПіхотаАртилеріяЄгеріГусари                                                             | одна біла зірка (з целулоїду) |
| Молодші унтерофіцери | Капрал • Навідник-капрал • Кулеметник-капрал • Унтер-єгер • Барабанщик • Майстер зброї 3-го класу • Трубач (нім. Korporal • Geschütz-Vormeister • Gewehr-Vormeister • Unterjäger • Bataillonstambour • Waffenmeister 3. Klasse • Bataillonshornist) (угор. Tizedes) |                           | ПіхотаАртилеріяЄгері                                                                   | дві білі зірки |
| Молодші унтерофіцери | піхота • артилерія • кулеметники • єгері • музиканти • інженери |                           | ПіхотаАртилеріяЄгері                                                                   | дві білі зірки |
| Молодші унтерофіцери | Цугсфюрер • Коваль-ветеринар • Фінансовий сержант 2-го класу • Майстер зброї 2-го класу(нім. Zugsführer • Kurschmied • Rechnungs-Unteroffizier 2. Klasse • Waffenmeister 2. Klasse) (угор. Szakaszvezető) |                           | ПіхотаГусариЄгері                                                                      | три білі зірки |
| Молодші унтерофіцери | піхота • кавалерія • фінанси • інженери |                           | ПіхотаГусариЄгері                                                                      | три білі зірки |
| Старші унтерофіцери  | Фельдфебель • Вахмістр • Феєрверкер • Обер'єгер • Сержант бухгалтерії 1-го класу • Майстер зброї 1-го класу • Майстер-коваль 1-го класу • Полковий барабанщик • Полковий горнист • Фельдфебель однорічний волонтер • Кадет-фельдфебель (до 1908 р.) (нім. Feldwebel • Wachtmeister • Feuerwerker • Oberjäger • Rechnungs-Unteroffizier I. Klasse • Waffenmeister I. Klasse • Beschlagmeister I. Klasse • Regimentstambour • Regimentshornist • Einjährig-Freiwilliger-Feldwebel • Kadett-Feldwebel) (угор. Őrmester) |                           | ПіхотаКавалеріяАртилерія                                                               | три білі зірки та 13 мм жовтий шовковий галун |
| Старші унтерофіцери  | піхота • кавалерія • артилерія • єгері • фінанси • інженерія • ветеринарія • музиканти • музиканти • добровольці • кадети |                           | ПіхотаКавалеріяАртилерія                                                               | три білі зірки та 13 мм жовтий шовковий галун |
| Старші унтерофіцери  | Штабсфельдфебель • Штабсвахмістр • Штабсфеєрверкер • Штабсобер'єгер (нім. Stabsfeldwebel • Stabswachtmeister • Stabsfeuerwerker • Stabsoberjäger) (угор. Törzsőrmester) |                           | Піхота (зразок 1913—1914)Піхота (1914—1918) Кавалерія (1913—1914)Артилерія (1914—1918) | • 3 білі зірки (з целулоїду), 13 мм в ширину жовтий шовковий галун з 2 мм чорною смужкою посередині та 6 мм в ширину галун вище на 3 мм від нижнього; • З 20 червня 1914 р.: срібний галун шириною в 20 мм, проріз 3 мм в кольорі коміру та верхній галун шириною 5 мм із шовковими зірками |
| Старші унтерофіцери  | піхота • кавалерія • артилерія • єгері |                           | Піхота (зразок 1913—1914)Піхота (1914—1918) Кавалерія (1913—1914)Артилерія (1914—1918) | • 3 білі зірки (з целулоїду), 13 мм в ширину жовтий шовковий галун з 2 мм чорною смужкою посередині та 6 мм в ширину галун вище на 3 мм від нижнього; • З 20 червня 1914 р.: срібний галун шириною в 20 мм, проріз 3 мм в кольорі коміру та верхній галун шириною 5 мм із шовковими зірками |
| Старші унтерофіцери  | Кадет-офіцірштельвертретер (скасовано в 1908 р.)(нім. Kadett-Offiziersstellvertrete, угор. Hadapród-Tiszthelyettes) |                           | (до 1908 р.)                                                                           | 1 зірка з жовтим 13 мм в ширину галуном |
| Старші унтерофіцери  | Кадет (нім. Kadett) (угор. Hadapród) |                           | (1908—1914)(1914—1918)                                                                 | • 3 білі зірки з 13 мм золотим галуном • З червня 1914 р.: 3 зірки з білого шовку та 13 мм золотий галун |
| Старші унтерофіцери  | Офіцірштельвертретер (нім. Offiziersstellvertreter, угор. Tiszthelyettes) |                           | (1915—1918)                                                                            | 1 латунна зірка, 13 мм в ширину срібний галун, проріз 3 мм та 6 мм срібний галун зверху |
| Старші унтерофіцери  | Фенрих (нім. Fähnrich) (угор. Zászlós) |                           |                                                                                        | 1 срібна зірка на 13 мм в ширину золотому галуні |
| Офіцери              | |                           |                                                                                        | |
| ХІІ                  | Практикант (нім. Praktikant) (угор. Gyakornok) |                           | Залізнично-телеграфний полк                                                            | 1 срібна розета і 4 мм золотий галун |
| ХІ                   | Ветеринар молодшої категорії • Помічник (цивільний) • Вчитель 2-го класу (цивільний) • Майстер фехтування 2-го класу • Ад'юнкт з економіки (цивільний) |                           |                                                                                        | 1 вишита золотом чи сріблом розета |
| ХІ                   | (нім. Untertierarzt • Assistent • Lehrer 2. Klasse • Fechtmeister 2. Klasse • Wirtschaftsadjunkt) |                           |                                                                                        | 1 вишита золотом чи сріблом розета |
| ХІ                   | Лейтенант • Помічник лікаря • Лейтенант-бухгалтер | Lt                        |                                                                                        | 1 вишита золотом або сріблом зірка |
| ХІ                   | (нім. Leutnant • Assistenz-Arzt • Leutnant-Rechnungsführer, угор. Hadnagy) | Lt                        |                                                                                        | 1 вишита золотом або сріблом зірка |
| ХІ                   | Ветеринарний асистент • Ветеринар • Фармацевт • Офіційна особа (цивільний) • Вчитель 1-го класу • Майстер фехтування 1-го класу • Фінансист молодшого класу (цивільний) • Комісар військової економіки |                           |                                                                                        | 2 вишиті золотим або сріблом розети |
| ХІ                   | (нім. Tierärztlicher Assistent • Tierarzt • Apotheker • Offizial / Lehrer 1. Klasse • Fechtmeister 1. Klasse • Wirtschaftsunterverwalter • Kriegswirtschaftskommissär) |                           |                                                                                        | 2 вишиті золотим або сріблом розети |
| Х                    | Помічник інженера-артилерійця • Помічник військового інженера-цивільного інженера |                           |                                                                                        | 2 вишиті золотом або сріблом зірки |
| Х                    | (нім. Artillerieingenieur-Assistent • Militär-Bauingenieur-Assistent) |                           |                                                                                        | 2 вишиті золотом або сріблом зірки |
| Х                    | Оберлейтенант • Старший лікар • Оберлейтенант-аудитор • Оберлейтенант-бухгалтер | Oblt                      |                                                                                        | 2 вишиті золотом або сріблом зірки |
| Х                    | (нім. Oberleutnant • Oberarzt • Oberleutnant-Auditor • Oberleutnant-Rechnungsführer, угор. Főhadnagy) | Oblt                      |                                                                                        | 2 вишиті золотом або сріблом зірки |
| ІХ                   | Ветеринарний ад'юнкт • Ветеринар старшої категорії • Фармацевт старшої категорії • Офіційна особа старшої категорії • Вчитель вищого класу • Інструктор з фехтування вищого класу • Фінансист • Перший комісар військової економіки • Лісник |                           |                                                                                        | 3 вишиті золотом або сріблом розети |
| ІХ                   | (нім. Tierärztliche Adjunkt • Obertierarzt • Oberapotheker • Oberoffizial • Oberlehrer • Oberfechtmeister • Wirtschaftsverwalter • Kriegswirtschafts-Oberkommissär • Forstverwalter) |                           |                                                                                        | 3 вишиті золотом або сріблом розети |
| ІХ                   | Секретар військової канцелярії Його Величності • Директор молодшого класу • Інженер-артилерист • Військовий інженер-конструктор |                           |                                                                                        | 3 вишиті золотом або сріблом зірки |
| ІХ                   | (нім. Sekretär der Militärkanzlei Sr. Majestät • Unterintendant • Artillerie-Ingenieur • Militär-Bauingenieur) |                           |                                                                                        | 3 вишиті золотом або сріблом зірки |
| ІХ                   | Гауптман • Ротмістр • Полковий лікар • Гауптман-аудитор • Гауптман-бухгалтер | Hptm • Rtmr               |                                                                                        | 3 вишиті золотом або сріблом зірки |
| ІХ                   | (нім. Hauptmann • Rittmeister • Regimentsarzt • Hauptmann-Auditor • Hauptmann-Rechnungsführer, угор. Százados) | Hptm • Rtmr               |                                                                                        | 3 вишиті золотом або сріблом зірки |
| VIII                 | Хірург • Ветеринар • Технічний консультант • Фінансовий консультант • Скарбник • Посадовець реєстру • Адміністратор артилерійського постачання • Адміністратор харчування • Старший вчитель • Старший адміністратор з питань економіки • Консультант з питань воєнної економіки |                           |                                                                                        | 1 вишита золотом або сріблом розета на 33 мм золотому або срібному галуні |
| VIII                 | (нім. Stabsarzt • Stabstierarzt • Stabsapotheker • Technischer Rat • Rechnungsrat • Zahlmeister • Registrator • Artilleriezeugsverwalter • Verpflegsverwalter • Oberlehrer • Wirtschaftsoberverwalter • Kriegswirtschafts-Rat) |                           |                                                                                        | 1 вишита золотом або сріблом розета на 33 мм золотому або срібному галуні |
| VIII                 | Секретар військової канцелярії Його Величності • Інтендант • Головний інженер артилерії 3-го класу • Військовий інженер-будівельник 3-го класу |                           |                                                                                        | 1 вишита золотом або сріблом зірка на 33 мм золотому або срібному галуні |
| VIII                 | (нім. Sekretär der Militärkanzlei Sr. Majestät • Intendant • Artillerie-Oberingenieur 3. Klasse • Militär-Bauoberingenieur 3. Klasse) |                           |                                                                                        | 1 вишита золотом або сріблом зірка на 33 мм золотому або срібному галуні |
| VIII                 | Майор • Лікар • Майор-аудитор | Mjr                       |                                                                                        | 1 вишита золотом або сріблом зірка на 33 мм золотому або срібному галуні |
| VIII                 | (нім. Major • Stabsarzt • Major-Auditor, угор. Őrnagy) | Mjr                       |                                                                                        | 1 вишита золотом або сріблом зірка на 33 мм золотому або срібному галуні |
| VII                  | Доцент • Ветеринарний лікар-професіонал • Великий фармацевт 2-го класу • Старший технічний радник • Старший адміністратор артилерійського постачання 2-го класу • Старший консультант з фінансування 2-го класу • Директор каси 2-го класу • Старший адміністратор з харчування • Молодший посадовий представник директора реєстратури • Директор з економіки • Старший консультант з військової економіки 2-го класу                                                                                                |                           |                                                                                        | 2 вишиті золотом або сріблом розети на 33 мм золотому абл срібному галуні |
| VII                  | (нім. Außerordentlicher Professor • Oberstabstierarzt • Oberstabsapotheker 2. Klasse • Technischer Oberrat • Artillerie-Oberzeugsverwalter 2. Klasse • Oberrechnungsrat 2. Klasse • Kassendirektor 2. Klasse • Oberverpflegsverwalter • Registratur-Unterdirektor • Wirtschaftsdirektor • Kriegwirtschafts-Oberrat 2. Klasse) |                           |                                                                                        | 2 вишиті золотом або сріблом розети на 33 мм золотому абл срібному галуні |
| VII                  | Секретар суду військової канцелярії Його Величності • Секретар військової канцелярії Його Величності • Старший директор 2-го класу • Старший начальник артилерії 2-го класу • Старший військовий інженер-будівельник 2-го класу |                           |                                                                                        | 2 вишиті золотом або сріблом зірки на 33 мм золотому або срібному галуні |
| VII                  | (нім. Hofsekretär der Militärkanzlei Sr. Majestät • Sekretär der Militärkanzlei Sr. Majestät • Oberintendant 2. Klasse • Artillerie-Oberingenieur 2. Klasse • Militär-Bauoberingenieur 2. Klasse) |                           |                                                                                        | 2 вишиті золотом або сріблом зірки на 33 мм золотому або срібному галуні |
| VII                  | Оберст-лейтенант (нім. Oberstleutnant, угор. Alezredes) | Obstlt                    |                                                                                        | 2 вишиті золотом або сріблом зірки на 33 мм золотому або срібному галуні |
| VI                   | Професор • Старший фармацевт 1-го класу • Технічний радник 1-го класу • Старший технічний радник 1-го класу • Адміністратор артилерійського обладнання 1-го класу • Старший радник з бухгалтерського обліку 1-го класу • Реєстратор-директор • Скарбник 1-го класу • Будівельний бухгалтер 1-го класу • Старший консультант з військової економіки 1-го класу |                           |                                                                                        | 3 вишиті золотом або сріблом розети на 33 мм золотому абосрібному галуні |
| VI                   | (нім. Ordentlicher Professor • Oberstabsapotheker 1. Klasse • Technischer Rat 1. Klasse • Technischer Oberrat 1. Klasse • Artillerie-Oberzeugsverwalter 1. Klasse • Oberrechnungsrat 1. Klasse • Registratur-Direktor • Kassendirektor 1. Klasse • Baurechnungsrat 1. Klasse • Kriegswirtschafts-Oberrat 1. Klasse) |                           |                                                                                        | 3 вишиті золотом або сріблом розети на 33 мм золотому абосрібному галуні |
| VI                   | Радник секції Військової канцелярії Його Величності • Урядовий радник Військової канцелярії Його Величності • Старший інспектор 1-го класу • Головний інженер артилерії 1-го класу • Військовий інженер-будівельник 1-го класу |                           |                                                                                        | 3 вишиті золотом або сріблом зірки на 33- мм золотому або срібному галуні |
| VI                   | (нім. Sektionsrat der Militärkanzlei Sr. Majestät • Regierungsrat der Militärkanzlei Sr. Majestät • Oberintendant 1. Klasse • Artillerie-Oberingenieur 1. Klasse • Militär-Bauoberingenieur 1. Klasse) |                           |                                                                                        | 3 вишиті золотом або сріблом зірки на 33- мм золотому або срібному галуні |
| VI                   | Оберст • Оберст-лікар 1-го класу • Оберст-аудитор | Obst                      |                                                                                        | 3 вишиті золотом або сріблом зірки на 33- мм золотому або срібному галуні |
| VI                   | (нім. Oberst, угор. Ezredes) | Obst                      |                                                                                        | 3 вишиті золотом або сріблом зірки на 33- мм золотому або срібному галуні |
| V                    | Придворний консультант військової канцелярії Його Величності • Генеральний інтендант • Артилерійський генерал-інженер • Інженер-будівельник • Судовий консультант ветеринарної вищої школи • Старший радник у міністерському департаменті • Генеральний директор воєнної економіки |                           |                                                                                        | 1 срібна вишита зірка на золотому галуні 33 мм |
| V                    | (нім. Hofrat der Militärkanzlei Sr. Majestät • Generalintendant • Artillerie-Generalingenieur • General-Bauingenieur • Hofrat der Mil. Tierärztlichen Hochschule • Ministerialrat • Kriegwirtschafts-Generalrat) |                           |                                                                                        | 1 срібна вишита зірка на золотому галуні 33 мм |
| V                    | Генерал-майор • Генеральний лікар • Генерал-аудитор | GM                        |                                                                                        | 1 срібна вишита зірка на золотому галуні 33 мм |
| V                    | (нім. Generalmajor, угор. Vezérőrnagy) | GM                        |                                                                                        | 1 срібна вишита зірка на золотому галуні 33 мм |
| IV                   | Керівник відділу |                           |                                                                                        | 2 срібні вишиті зірки на золотому галуні 33 мм |
| IV                   | (нім. Sektionschef) |                           |                                                                                        | 2 срібні вишиті зірки на золотому галуні 33 мм |
| IV                   | Фельдмаршал-лейтенант • Генеральний хірург • Генеральний головний аудитор | FML                       |                                                                                        | 2 срібні вишиті зірки на золотому галуні 33 мм |
| IV                   | (нім. Feldmarschalleutnant • General-Oberstabsarzt • General-Chefauditor, угор. Altábornagy) | FML                       |                                                                                        | 2 срібні вишиті зірки на золотому галуні 33 мм |
| III                  | Генерал піхоти • Генерал кавалерії • Фельдцойґмайстер | GdI • GdK • FZM           |                                                                                        | 3 срібні вишиті зірки на золотому галуні 33 мм |
| III                  | (нім. General der Infanterie • General der Kavallerie • Feldzeugmeister, угор. Gyalogsági tábornok • Lovassági Tábornok • Táborszernagy) | GdI • GdK • FZM           |                                                                                        | 3 срібні вишиті зірки на золотому галуні 33 мм |
| ІІ                   | Генерал-оберст (заснований в 1915 р.) (нім. Generaloberst, угор. Vezérezredes) | GO                        |                                                                                        | 3 срібні вишиті зірки, під 40 мм срібним вишитим вінком на 33 мм золотому галуні |
| І                    | Фельдмаршал (нім. Feldmarschall, угор. Tábornagy) | FM                        |                                                                                        | 33 мм золота вишивка з дубовим листям, спрямованим вниз |

#### Лейб-гвардія
З п'яти гвардійських формувань в Збройних силах Австро-Угорщини дві (Перша лейб-гвардія арсієрів, Імператорсько-королівська лейб-гвардія) складалися виключно з офіцерського складу. В інших трьох підрозділах (Імператорсько-королівська лейб-гвардійська піхотна рота, Імператорсько-королівський лейб-гвардійський кінний ескадрон, Імператорська лейб-гвардія трабантів) перебували заслужені унтер-офіцери. Імператорська лейб-гвардія трабантів мала лише два офіцерські звання.
| Імператорсько-королівська лейб-гвардійська піхотна рота, Імператорсько-королівський лейб-гвардійський кінний ескадрон | Імператорсько-королівська лейб-гвардійська піхотна рота, Імператорсько-королівський лейб-гвардійський кінний ескадрон | Імператорсько-королівська лейб-гвардійська піхотна рота, Імператорсько-королівський лейб-гвардійський кінний ескадрон | Імператорсько-королівська лейб-гвардійська піхотна рота, Імператорсько-королівський лейб-гвардійський кінний ескадрон |
| Звання | Звання | Петлиці | Опис петлиць |
| Піхота | Кавалерія | Петлиці | Опис петлиць |
| --- | --- | --- | --- |
| Гвардії піхотинець (нім. Gardeinfanterist)                                                                            | Вартовий вершник (нім. Gardereiter)                                                                                   | | Три білі шовкові зірки з 15 мм галуном жовтого кольору на червоному тлі.                                              |
| Гвардії капрал (нім. Gardekorporal)                                                                                   | без відповідника | | Три білі шовкові зірки з 18 мм галуном жовтого кольору і чорною смужкою шириною 1 мм на зовнішніх краях.              |
| Гвардії цугсфюрер (нім. Gardezugsführer)                                                                              | 2-й гвардії вахтмейстер (нім. 2. Gardewachtmeister)                                                                   | | Три білі шовкові зірки з 20 мм галуном жовтого кольору, розділеним вздовж чорною смужкою шириною 2 мм.                |
| Гвардії фельдфебель (нім. Gardefeldwebel)                                                                             | 1-й гвардії вахтмейстер (нім. 1. Gardewachtmeister)                                                                   | | Три білі шовкові зірки з 22 мм жовтим галуном, розіленим вздовж чорною смужкою шириною 2 мм.                          |
| Імператорська лейб-гвардія трабантів                                                                                  | | | |
| Гвардієць(нім. Garde)                                                                                                 | Гвардієць(нім. Garde)                                                                                                 | | Три білі шовкові зірки з 18 мм жовтим галуном.                                                                        |
| 2-й віцевахтмейстер (нім. Vizesekondewachtmeister)                                                                    | 2-й віцевахтмейстер (нім. Vizesekondewachtmeister)                                                                    | | Три білі шовкові зірки з 20 мм жовтим галуном, розділеним вздовж чорною смужкою шириною 1 мм.                         |

#### Військово-цивільна служба
| Інспекція                                                                   | Забезпечення                                                                           | Фінанси                                                          | Звання-еквівалент     |
| --------------------------------------------------------------------------- | -------------------------------------------------------------------------------------- | ---------------------------------------------------------------- | --------------------- |
| Начальник відділу (нім. Sektionschef)                                       |                                                                                        |                                                                  | Фельдмаршал-лейтенант |
| Генеральний директор (нім. Generalintendant)                                |                                                                                        |                                                                  | Генерал-майор         |
| Головний військовий інспектор 1 класу (нім. Militäroberintendant 1. Klasse) | Головний адміністратор з продовольства 1 класу (нім. Oberverpflegsverwalter 1. Klasse) | Директор військової каси 1 класу (нім. Kassendirektor 1. Klasse) | Оберст                |
| Головний військовий інспектор 2 класу (нім. Militäroberintendant 2. Klasse) | Головний адміністратор з продовольства 2 класу (нім. Oberverpflegsverwalter 2. Klasse) | Директор військової каси 2 класу (нім. Kassendirektor 2. Klasse) | Оберст-лейтенант      |
| Військовий інспектор (нім. Militärintendant)                                | Адміністратор з продовольства (нім. Verpflegsverwalter)                                | Радник з фінансів (нім. Rechnungsrat)                            | Майор                 |
| Військовий підіспектор (нім. Militärunterintendant)                         | Офіцер з продовольства 1 класу (нім. Verpflegsoffizial 1. Klasse)                      | Офіцер обліку 1 класу (нім. Rechnungsoffizial 1. Klasse)         | Гауптман              |
|                                                                             | Офіцер з продовольства 2 класу (нім. Verpflegsoffizial 2. Klasse)                      | Офіцер обліку 2 класу (нім. Rechnungsoffizial 2. Klasse)         | Оберлейтенант         |
|                                                                             | Офіцер з продовольства 3 класу (нім. Verpflegsoffizial 3. Klasse)                      | Офіцер обліку 3 класу (нім. Rechnungsoffizial 3. Klasse)         | Лейтенант             |
|                                                                             | Молодший чиновник з продовольства (нім. Verpflegsakzessist)                            | Помічник фінансового відділу (нім. Rechnungsakzessist)           | Фенрих                |
|                                                                             |                                                                                        | Стажер фінансового відділу (нім. Rechnungspraktikant)            | Кадет                 |

##### Військово-географічний інститут
| Технічна команда                                               | Виробництво                                             | Звання-еквівалент |
| -------------------------------------------------------------- | ------------------------------------------------------- | ----------------- |
| Керівник 1 класу (нім. Vorstand 1. Klasse)                     |                                                         | Оберст-лейтенант  |
| Керівник 2 класу (нім. Vorstand 2. Klasse)                     |                                                         | Майор             |
| Технічний офіцер 1 класу (нім. Technischer Offizial 1. Klasse) | Старший майстер 1 класу (нім. Oberwerkführer 1. klasse) | Гауптман          |
| Технічний офіцер 2 класу (нім. Technischer Offizial 2. Klasse) | Старший майстер 2 класу (нім. Oberwerkführer 2. klasse) | Оберлейтенант     |
| Технічний офіцер 3 класу (нім. Technischer Offizial 3. Klasse) | Директор виробництва (нім. Werkführer)                  | Лейтенант         |
| Технічний помічник (нім. Technischer Assistent)                | Помічник (нім. Werkführerassistent)                     | Фенрих            |

#### Військовекапеланство
| Конфесії                                                      | Конфесії                                      | Конфесії                                      | Конфесії                                      | Конфесії                                                   | Конфесії                           | Звання-еквівалент |
| Римо-католики                                                 | Греко-католики                                | Православ'я                                   | Протестанти                                   | Мусульмани                                                 | Іудаїзм                            | Звання-еквівалент |
| ------------------------------------------------------------- | --------------------------------------------- | --------------------------------------------- | --------------------------------------------- | ---------------------------------------------------------- | ---------------------------------- | ----------------- |
| Апостольський вікарій (нім. Apostolischer Feldvikar)          | –                                             | –                                             | –                                             | –                                                          | –                                  | Генерал-майор     |
| Директор польової консисторії (нім. Feldkonsistorialdirektor) | –                                             | –                                             | –                                             | –                                                          | –                                  | Оберст            |
| Польовий настоятель (нім. Feldsuperior)                       | Польовий протоієрей (нім. Felderzpriester)    | Польовий протоієрей (нім. Felderzpriester)    | Польовий пастор (нім. Feldsenior)             | Військовий муфтій 1-го класу (нім. Militärmufti 1. Klasse) | –                                  | Оберст-лейтенант  |
| Старший польовий капелан (нім. Feldoberkurat)                 | Старший польовий капелан (нім. Feldoberkurat) | Старший польовий капелан (нім. Feldoberkurat) | Старший польовий капелан (нім. Feldoberkurat) | Військовий муфтій 2-го класу (нім. Militärmufti 2. Klasse) | –                                  | Майор             |
| Польовий капелан (нім. Feldkurat)                             | Польовий капелан (нім. Feldkurat)             | Польовий капелан (нім. Feldkurat)             | Польовий капелан (нім. Feldkurat)             | Військовий імам (нім. Militärimam)                         | Польовий рабин (нім. Feldrabbiner) | Гауптман          |

#### Жандармерія
В Австрії з 1859 року існувала військово-організована поліція (жандармерія, нім. k.k. Gendarmerie), відповідальна за громадський порядок і безпеку в сільській місцевості. У 1879 році була створена жандармерія Боснії та Герцеговини (нім. k.u.k. Gendarmeriekorps für Bosnien und die Herzegowina). У 1881 році було створено угорську жандармерію (нім. k.u. Gendarmerie, угор. Magyar Királyi Csendőrség).
| Звання до 1914 року                                                                           | Звання 1914-1918 рр.                           | Фінанси                                                    | Цивільно-військові чиновники                                                                        | Звання-еквівалент |
| --------------------------------------------------------------------------------------------- | ---------------------------------------------- | ---------------------------------------------------------- | --------------------------------------------------------------------------------------------------- | ----------------- |
| Оберст (нім. Oberst)                                                                          | Оберст (нім. Oberst)                           | –                                                          | Старший радник з фінансових справ жандармерії 1 класу (нім. Gendarmerie-Oberrechnungsrat I. Klasse) | Оберст            |
| Оберст-лейтенант (нім. Oberstleutnant)                                                        | Оберст-лейтенант (нім. Oberstleutnant)         | –                                                          | Старший радник з фінансових справ жандармерії 2 класу (нім. Gendarmerie-Oberrechnungsrat 2. Klasse) | Оберст-лейтенант  |
| Майор (нім. Major)                                                                            | Майор (нім. Major)                             | –                                                          | Радник з фінансових справ жандармерії (нім. Gendarmerie-Rechnungsrat)                               | Майор             |
| Капітан (нім. Rittmeister)                                                                    | Капітан (нім. Rittmeister)                     | Капітан фінансів (нім. Hauptmann-Rechnungsführer)          | Старший бухгалтер (нім. Rechnungsoberoffizial)                                                      | Гауптман          |
| –                                                                                             | –                                              | Оберлейтенант фінансів (нім. Oberleutnant-Rechnungsführer) | Бухгалтер (нім. Rechnungsoffizial)                                                                  | Лейтенант         |
| –                                                                                             | –                                              | Лейтенант фінансів (нім. Leutnant-Rechnungsführer)         | Помічник бухгалтера (нім. Rechnungsakzessist)                                                       | Фенрих            |
| Вахмістр окружної жандармерії — комендант (нім. Wachtmeister-Bezirksgendarmerie - Kommandant) | Окружний вахмістр (нім. Bezirkswachtmeister)   | Штабсвахмістр (нім. Stabswachtmeister)                     | –                                                                                                   | Штабсфельдфебель  |
| Вахмістр — постовий комендант (нім. Wachtmeister-Postenkommandant)                            | Вахмістр 1 класу (нім. Wachtmeister I. klasse) | –                                                          | –                                                                                                   | Фельдфебель       |
| Титулярний вахмістр — начальник поста (нім. Titular-Wachtmeister-Postenführer)                | Вахмістр 2 класу (нім. Wachtmeister 2. klasse) | –                                                          | –                                                                                                   | Фельдфебель       |
| Титулярний вахмістр (нім. Titular-Wachtmeister)                                               | Віцевахмістр (нім. Vizewachtmeister)           | –                                                          | –                                                                                                   | Цугсфюрер         |
| Титулярний начальник поста (нім. Titular-Postenführer)                                        | Фюрер (нім. Führer)                            | –                                                          | –                                                                                                   | Цугсфюрер         |
| Жандарм (нім. Gendarm)                                                                        | Жандарм (нім. Gendarm)                         | –                                                          | –                                                                                                   | Капрал            |
| Жандарм-стажер (нім. Probegendarm)                                                            | Жандарм-стажер (нім. Probegendarm)             | –                                                          | –                                                                                                   | Єфрейтор          |

#### Охоронний корпус військової поліції
Військово організовані поліцейські корпуси (нім. Militärpolizeiwachkorps), підпорядковані армії, спочатку існували в усіх великих містах. Однак з часом їх замінили цивільні сили поліції. У 1914 р. вони залишилися лише в Львові, Кракові і Перемишлі. Існував також військово-організований охоронний корпус цивільних судів у Відні (нім. Militärwachkorps für die Zivilgerichte in Wien).
| Охоронний корпус                    | Військово-гвардійський корпус     | Звання-еквівалент |
| ----------------------------------- | --------------------------------- | ----------------- |
| Майор (нім. Major)                  | –                                 | Майор             |
| Гауптман (нім. Hauptmann)           | Гауптман (нім. Hauptmann)         | Гауптман          |
| –                                   | Оберлейтенант (нім. Oberleutnant) | Оберлейтенант     |
| –                                   | Лейтенант (нім. Leutnant)         | Лейтенант         |
| Фельдфебель (нім. Feldwebel)        | Фельдфебель (нім. Feldwebel)      | Фельдфебель       |
| Цугсфюрер (нім. Zugsführer)         | Фюрер (нім. Führer)               | Цугсфюрер         |
| Капрал (нім. Korporal)              | Капрал (нім. Korporal)            | Капрал            |
| Віцекапрал (нім. Vizekorporal)      | Єфрейтор (нім. Gefreiter)         | Єфрейтор          |
| Солдат поліції (нім. Polizeisoldat) | Гвардієць (нім. Wachsoldat)       | Солдат            |

### Петлиці
Знаки розрізнення (петлиці) або так звані паролі (нім. Paroli) в Спільній армії, австрійському ландвері та угорському гонведі складалися з шестикутних зірок, тасьми та ґудзиків (для кандидатів в офіцери) та розміщувалися на передніх частинах коміра мундиру. З 1908 р. на петлицях гірських піхотинців після зірок розміщувався значок квітки Едельвейс.
Зірки рядового складу (єфрейтора, капрала, цугсфюрера і фельдфебеля) до 1901 року виготовляли з білої тканини, потім з целулоїду. Фельдфебелі також мали зубчасту дизайнерську тасьму імператорсько-жовтого кольору з шовку, шириною 1,3 см по краю петлиці. З червня 1914 р. кадетські звання і введені в кінці 1913 р. штабсфельдфебелі перейшли на петлиці з вишитими шовковими білими зірками. Офіцірштельвертретери, введені в червні 1915 року, отримали металеву зірку, як і фенрихи, проте латунну. Крім того, була широка облямівка, а над нею вузька срібна облямівка, яка вже була встановлена для штабсфельдфебелів у червні 1914 року (раніше це була жовта фельдфеблівська облямівка, але з вузькою чорною центральною смугою, а на 3 мм вище від облямівки була ще одна вузька золота облямівка).
Кандидати в офіцери (аспіранти) ідентифікувалися спеціальними ґудзиками. Вони призначалися на кадетів, фенрихів (до 1908 р. — Кадетів-офіцірштельвертретерів) і однорічних добровольців.
Річний волонтер був аспірантом запасу. На облямівці були жовті шовкові хрести з чорною центральною смугою. Крім того, з 1915 р. дозволено прикріплювати гладкий металевий ґудзик на петлиці позаду зірок (Циркулярний указ від 30 березня 1915 р.). При підвищенні в офіцерські звання ґудзики відкріплялися.
Кадетські чини були кандидатами в кар'єрних офіцерів або офіцерів запасу. Під час навчання вони вважалися членами рядового складу і носили свої рангові зірки, але були вищими за штатних офіцерів того ж рангу. Символом статусу була додаткова облямівка рангу, яку носили вздовж передніх кінців коміра. Це нагадувало зубчасту рамку звання фельдфебеля, але золотим замість імператорського жовтого. Якщо кадет мав звання фельдфебеля, він носив імператорську жовту стрічку фельдфебельського звання, яка наполовину виступала над верхнім краєм золотої стрічки (вузька золота стрічка пришивалася до ширшої шовкової стрічки, яка потім відповідним чином виступала). У 1908 р. кадет-офіцірштельвертретер був перекваліфікований у фенрихи (Циркулярний указ від 15 листопада 1908 р.). Знак розрізнення рангу являв собою посріблену (тобто плоску) металеву зірку, розміщену на золотій окантовці, а з 1909 року — срібну (тобто рельєфну) металеву зірку. Через рік кадет-фельдфебель був перейменований у кадета, але продовжував перебувати в рядовому званні. Уніформа та нагрудні знаки залишилися без змін. У 1916 році кадети та прапорщики отримали звичайний ґудзик річного волонтера за знаками розрізнення. За винятком фенрихів, золоті накладки на коміри довелося зняти.
Офіцерські звання носили рангові зірки з вишитої металевої сітки. Їх колір, навіть на польовому мундирі, завжди відповідав кольору ґудзиків мундиру (золотий для мідних, срібний для білих металевих ґудзиків). У кадрових офіцерів візерункова облямівка, яка додатково носилася на петлицях і манжетах, була одного кольору з ґудзиками. Ось чому зірки тут були розроблені протилежного кольору ґудзику (для срібних ґудзиків, срібного оздоблення та золотих зірок, або навпаки.) Генерали завжди носили срібні зірки на золотих оздобах.
Після реформи уніформ в австрійському ландвері (1908 р.) петлиці відповідали кольору мундиру. Якщо військовослужбовець гірських військ належав до підрозділу, яке мало спеціальний додатковий знак (наприклад, кулеметного відділення), його прикріплювали на петлицях замість знаку едельвейсу.
| Ранг     | Рядовий склад                  | Рядовий склад                         | Рядовий склад                                                                      | Рядовий склад                          | Рядовий склад                                                | Рядовий склад                 |
| -------- | ------------------------------ | ------------------------------------- | ---------------------------------------------------------------------------------- | -------------------------------------- | ------------------------------------------------------------ | ----------------------------- |
| Петлиці  |                                |                                       |                                                                                    |                                        |                                                              |                               |
| Звання   | Піхотинець                     | Єфрейтор                              | Капрал                                                                             | Капрал однорічний волонтер             | Цугсфюрер                                                    | Фельдфебель                   |
| Оригінал | (нім. Infanterist)             | (нім. Gefreiter)                      | (нім. Korporal)                                                                    | (нім. Einjähriger-Freiwilliger)        | (нім. Zugsführer)                                            | (нім. Feldwebel)              |
| Петлиці  |                                |                                       |                                                                                    |                                        |                                                              |                               |
| Звання   | Штабсфельдфебель               | Кадет-офіцірштельвертретер            | Кадет                                                                              | Кадет однорічний волонтер              | Офіцірштельвертретер                                         | Фенрих                        |
| Оригінал | (нім. Stabsfeldwebel)          | (нім. Kadett-Offiziersstellvertreter) | (нім. Kadett)                                                                      | (нім. Kadett Einjähriger-Freiwilliger) | (нім. Offiziersstellvertreter,угор. Offiziersstellvertreter) | (нім. Fähnrich,угор. Zászlós) |
|          | Офіцерський склад              |                                       |                                                                                    |                                        |                                                              |                               |
| Петлиці  |                                |                                       |                                                                                    |                                        |                                                              |                               |
| Звання   | Лейтенант                      | Оберлейтенант                         | Гауптман                                                                           | Майор                                  | Оберст-лейтенант                                             | Оберст                        |
| Оригінал | (нім. Leutnant, угор. Hadnagy) | (нім. Oberleutnant, угор. Főhadnagy)  | (нім. Hauptmann, угор. Százados)                                                   | (нім. Major,угор. Őrnagy)              | (нім. Oberstleutnant, угор. Alezredes)                       | (нім. Oberst,угор. Ezredes)   |
|          | Генеральський склад            |                                       |                                                                                    |                                        |                                                              |                               |
| Петлиці  |                                |                                       |                                                                                    |                                        |                                                              |                               |
| Звання   | Генерал-майор                  | Фельдмаршал- лейтенант                | • Генерал піхоти• Генерал кавалерії • Фельдцойґмайстер                             | Генерал-оберст                         | Фельдмаршал                                                  |                               |
| Оригінал | (нім. Generalmajor)            | (нім. Feldmarschall-Leutnant)         | (нім. • General der Infanterieнім. • General der Kavallerieнім. • Feldzeugmeister) | (нім. Generaloberst)                   | (нім. Feldmarschall)                                         |                               |

#### Гірська піхота

Єгерь (піхотинець)
Єфрейтор
Капрал
Цугсфюрер
Фельдфебель
Штабсфельдфебель
Кадет-офіцірштельвертретер
Кадет
Офіцірштельвертретер
Фенрих
Лейтенант
Оберлейтенант
Гауптман
Майор
Оберст-лейтенант
Оберст

#### Standschützen
Після того, як у 1915 році довелося призвати Standschützen (підрозділи, які належали до ландштурму), потрібно було уніфікувати їхню форму одягу і звання. Вони повинні були отримати знаки розрізнення рангів, відмінні від знаків регулярних військ, які мали складатися з золотовишитих зірок для офіцерів і срібнотканинних зірок для унтерофіцерів. Оскільки останніх не було в достатній кількості, їх замінили звичайними целулоїдними зірками регулярних військ. Петлиці були трав'янисто-зеленого кольору, у тірольців був сріблястий тірольський орел, який розміщувався після зірок, тоді як у форарльберзьких стрільців був білий металевий щит із гербом Форарльберга замість орла. Звання майора було найвищим званням серед Standschützen.

Унтер-єгерь (Форарльберг)
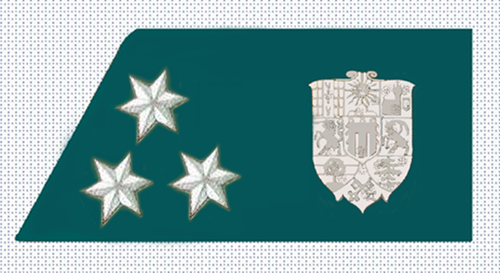
Цугсфюрер (Форарльберг)
Лейтенант (Тіроль)
Оберлейтенант (Тіроль)
Гауптман (Форарльберг)
Майор (Тіроль)

Військовий оркестр

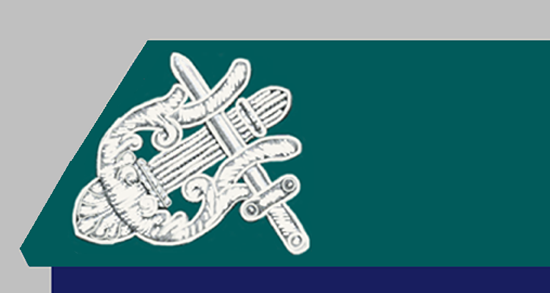
Капельмейстер (срібний знак)
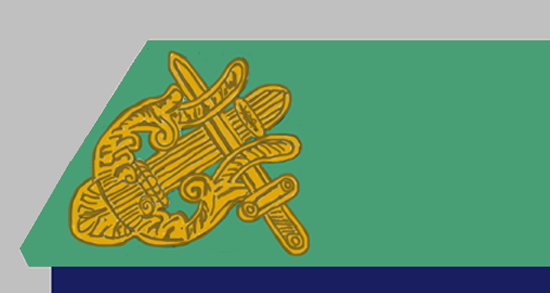
Капельмейстер (золотий знак)
Капельмейстер гірського підрозділу (1907-1918)

#### Військові чиновники
Для військових чиновників діяли ті самі правила, що й до офіцерів. Замість рангових зірок вони носили чотирикутні розети (за винятком чиновників, які носили рангові зірки). Військові бухгалтери, які проходять службу у військах, завжди були споряджені ґудзиками сріблястого кольору.
Подальші різновиди існували серед штабних офіцерів (носили галун з накладним хрестоподібним візерунком), офіцерів військової інспекції (золоті ґудзики в Спільній армії, срібні ґудзики у австрійському ландвері), військових інженерів (срібні ґудзики в Спільній армії, золоті ґудзики у ландвері).
Військові особи без погонів:
- штабні офіцери носили галун з хвилястим поперечним візерунком;

- Аудитори: золоті ґудзики в Спільній армії, срібні ґудзики у ландвері;
- Військово-медичний офіцерський корпус: золоті ґудзики в Спільній армії, срібні ґудзики у ландвері з відповідними варіантами коміра.

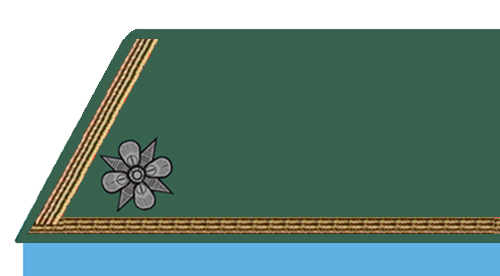
Аспірант залізничного і телеграфного полку (XII ранг)
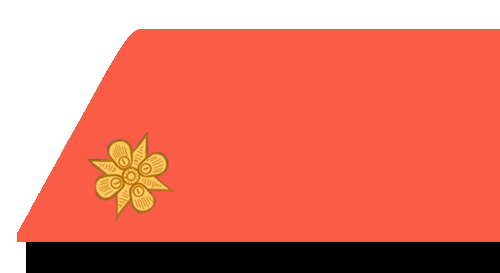
Помічник ветеринара (XI ранг)
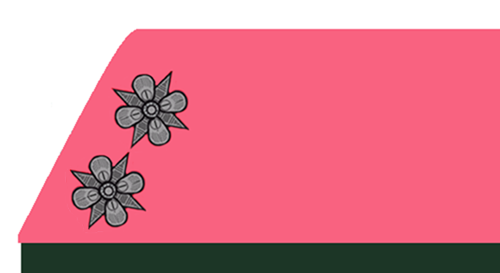
Касир (Х ранг)
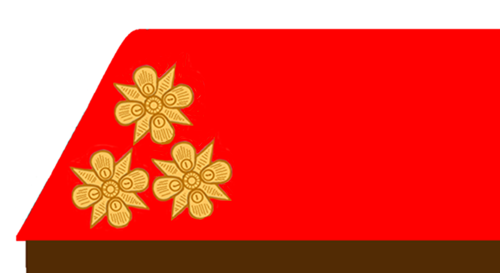
Старший офіцер артилерійського обладнання (ІХ ранг)
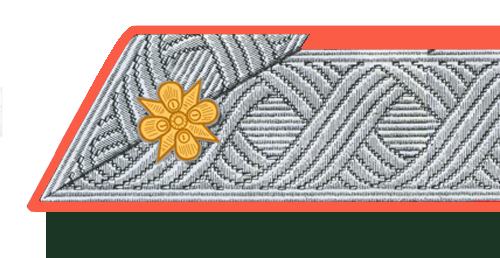
Штатний фармацевт (VIIІ ранг)
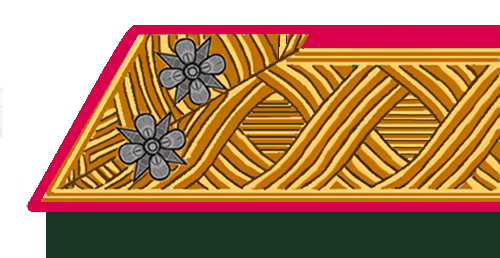
Старший інспектор 2-го класу (VІІ ранг)
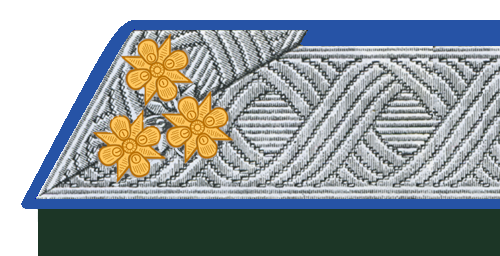
Старший адміністратор харчування 1 класу (VI)

#### Додаткові елементи

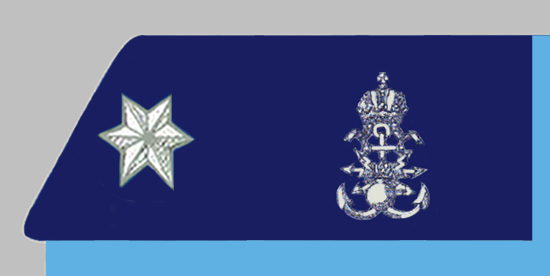
Єфрейтор піонерського корпусу
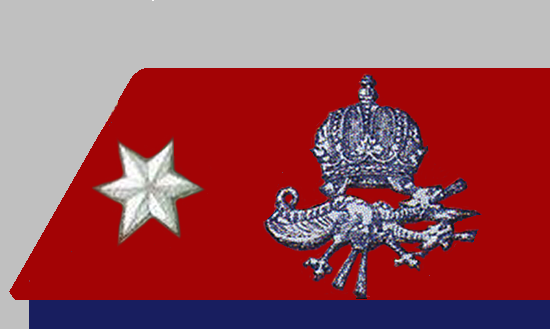
Єфрейтор кулеметного підрозділу
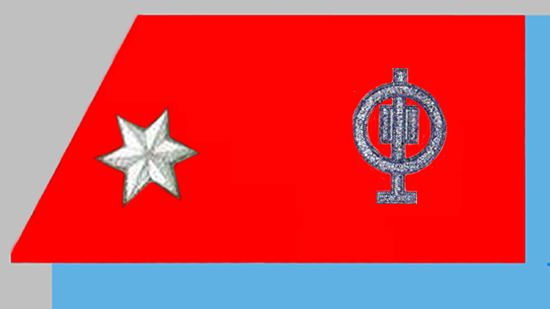
Вормейстер (єфрейтор) піхотної артилерії
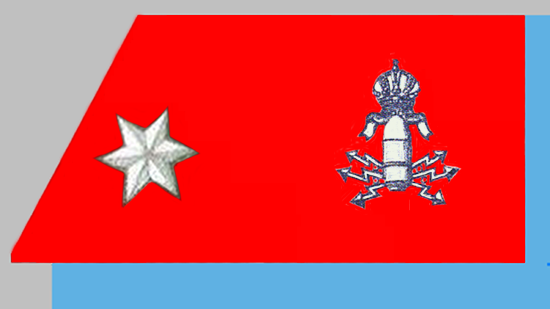
Вормейстер (єфрейтор) мінометного підрозділу
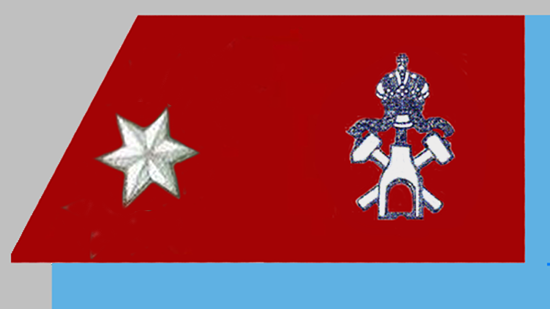
Єфрейтор саперного підрозділу
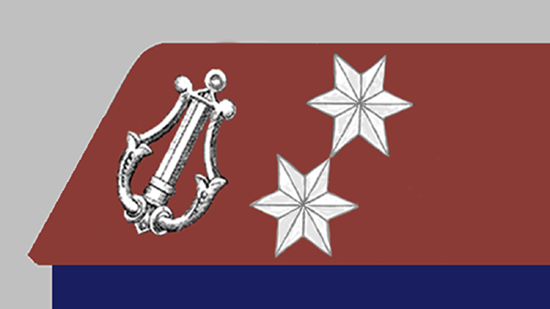
Капрал військового оркестру
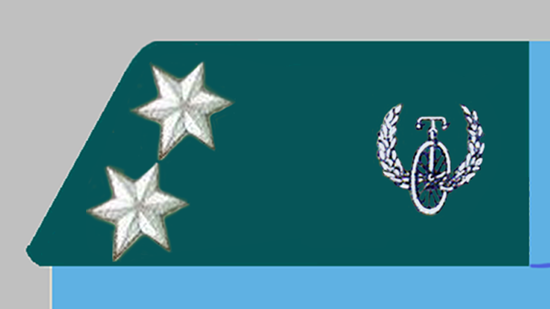
Капрал велосипедного підрозділу
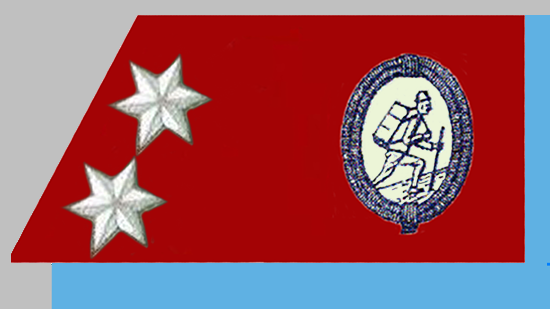
Капрал підрозділу забезпечення
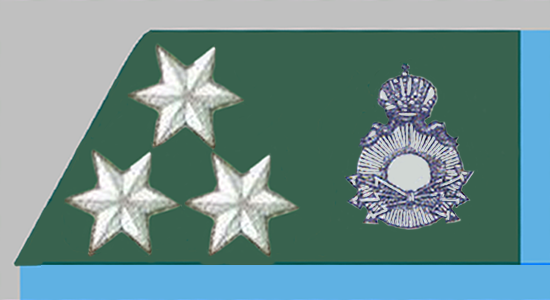
Цугсфюрер прожекторного підрозділу
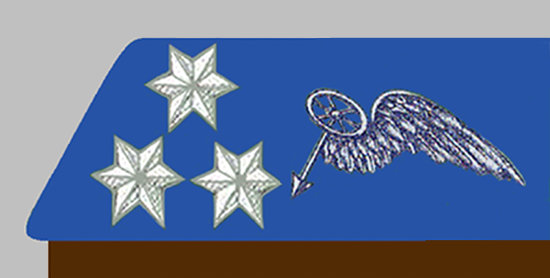
Цугсфюрер автомобільних військ
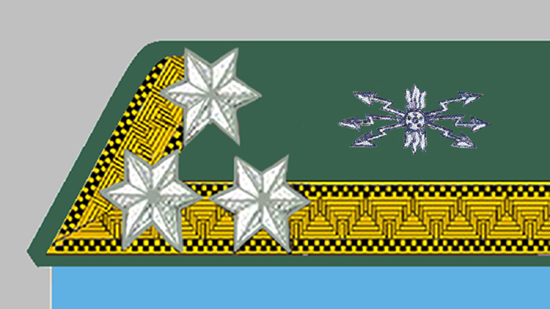
Фельдфебель електротехнічного підрозділу
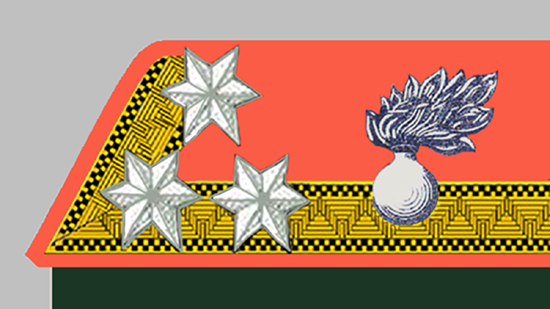
Фельдфебель охоронного корпусу військової поліції
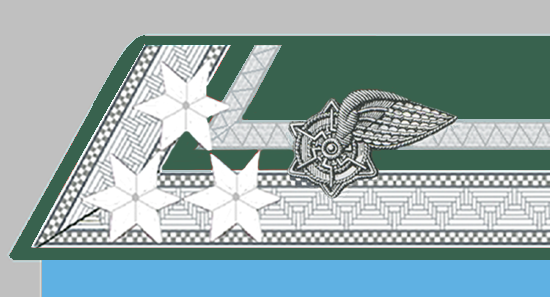
Штабсфельдфебель залізничних військ
Фенрих гірського підрозділу
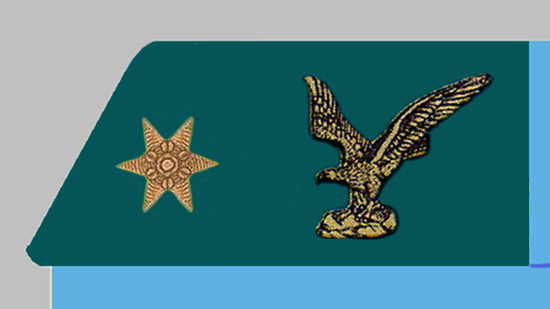
Лейтенант прикордонних військ
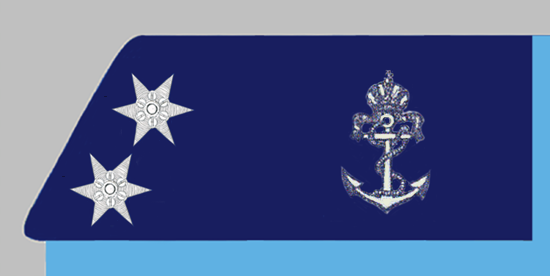
Оберлейтенант дунайської флотилії
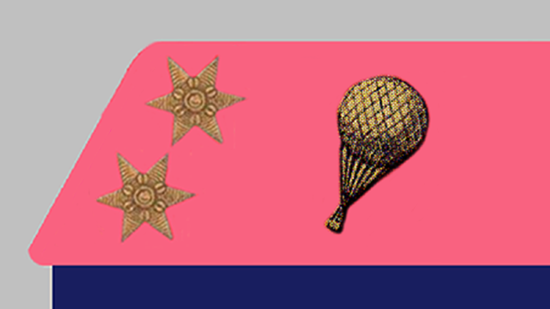
Оберлейтенант аеростатних військ

#### Тип носіння

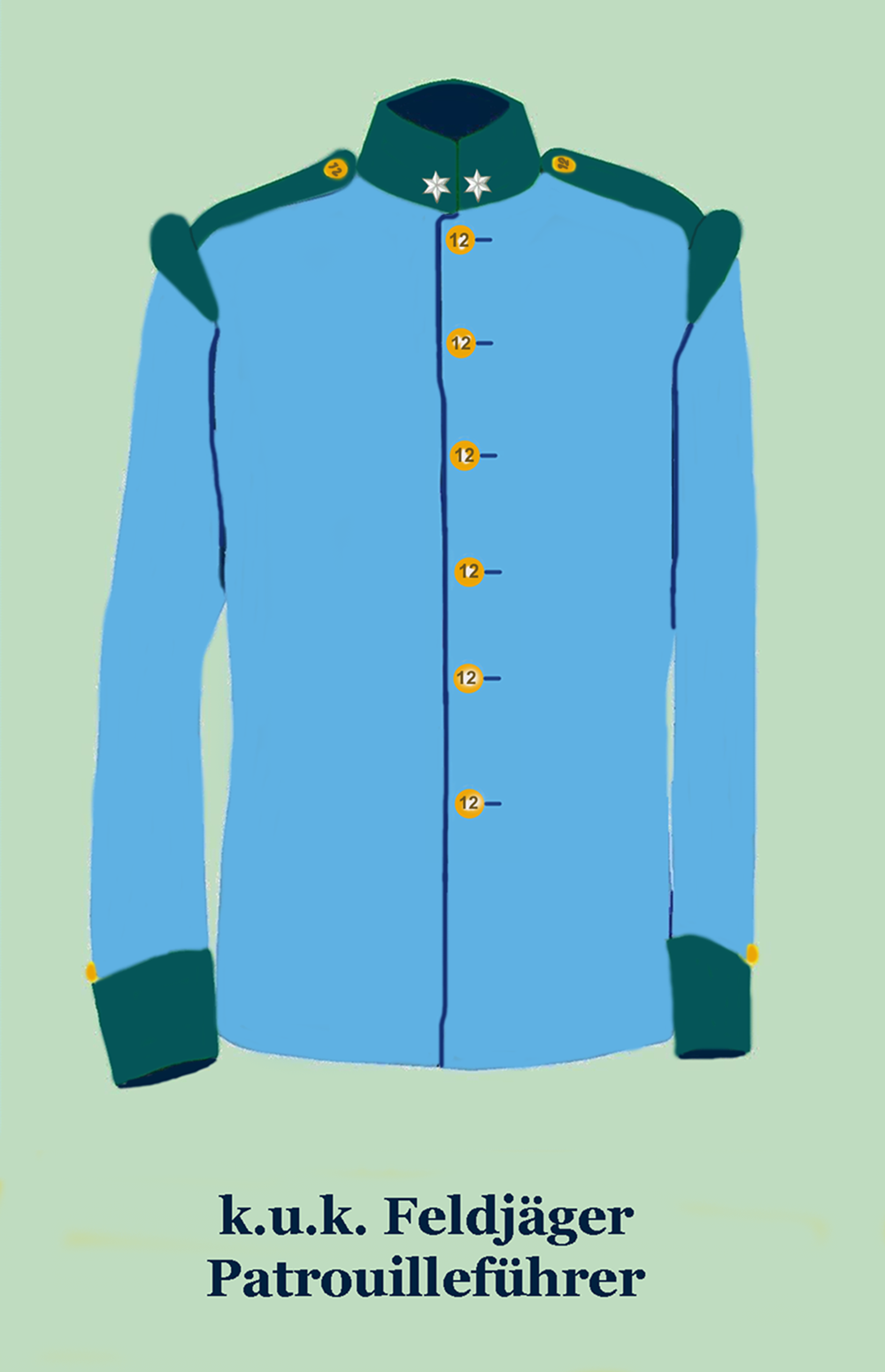
Єгерь (Гірська піхота)
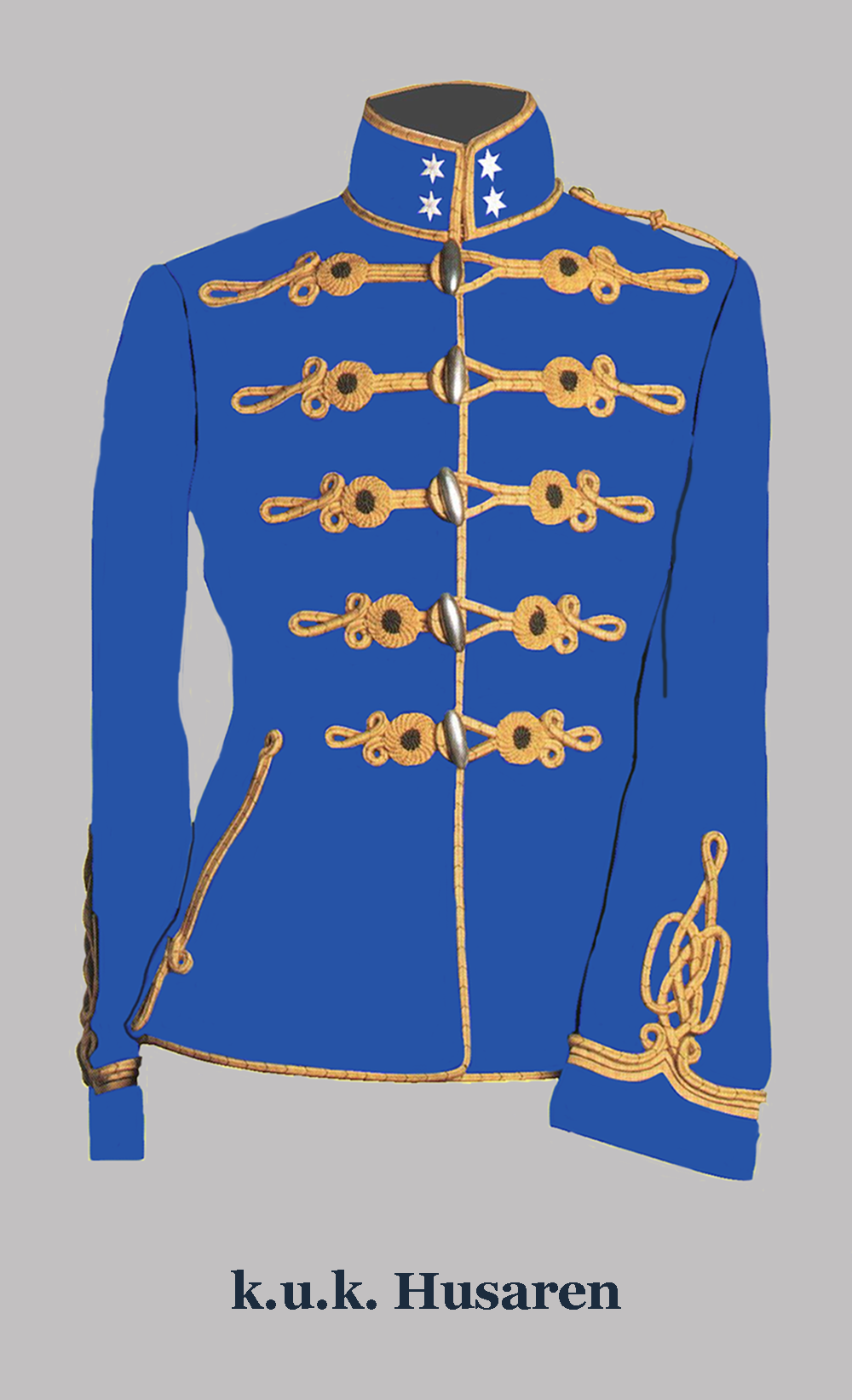
Капрал (Гусари)
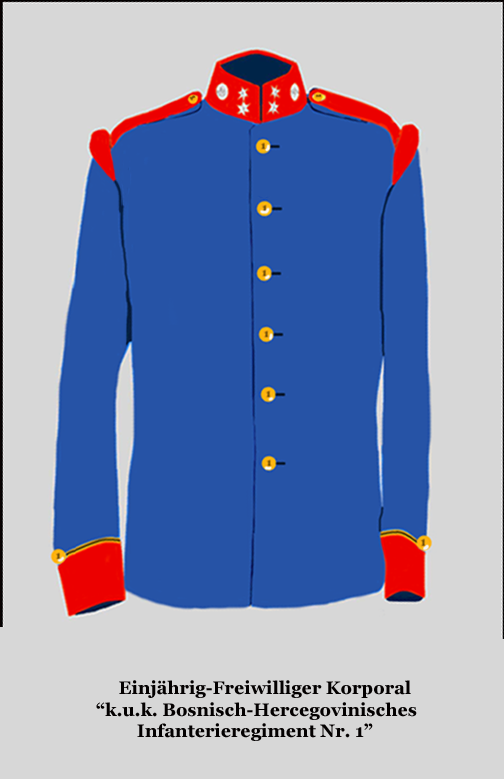
Капрал однорічний волонтер (Боснійсько-герцеговинська піхота)
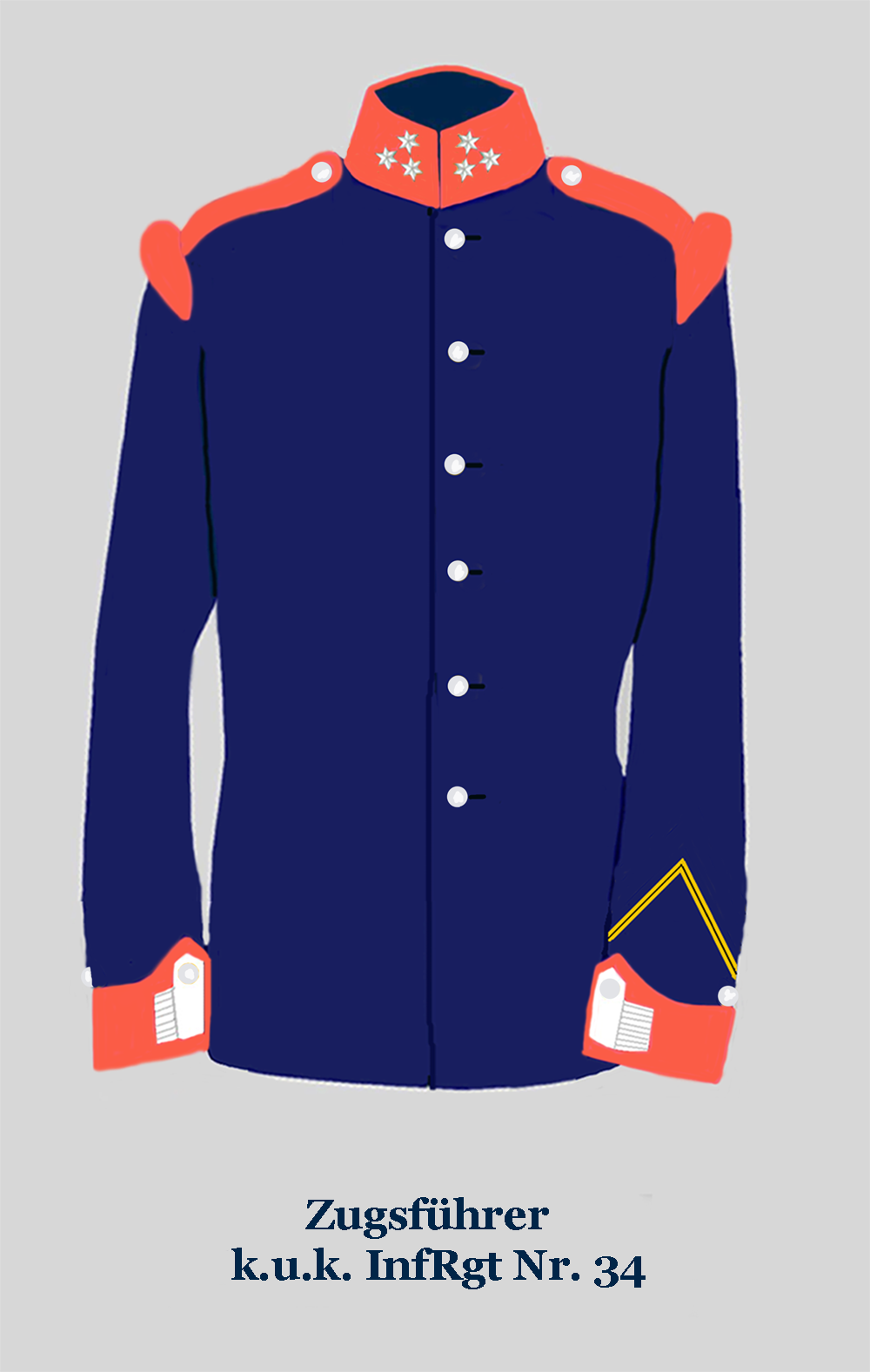
Цугсфюрер (34-й піхотний полк)
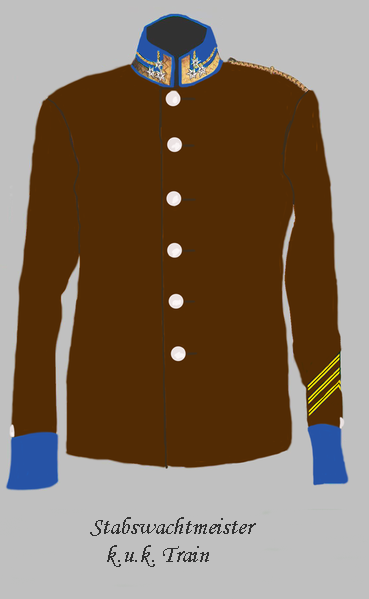
Штабсвахтмейстер (Залізничні війська)
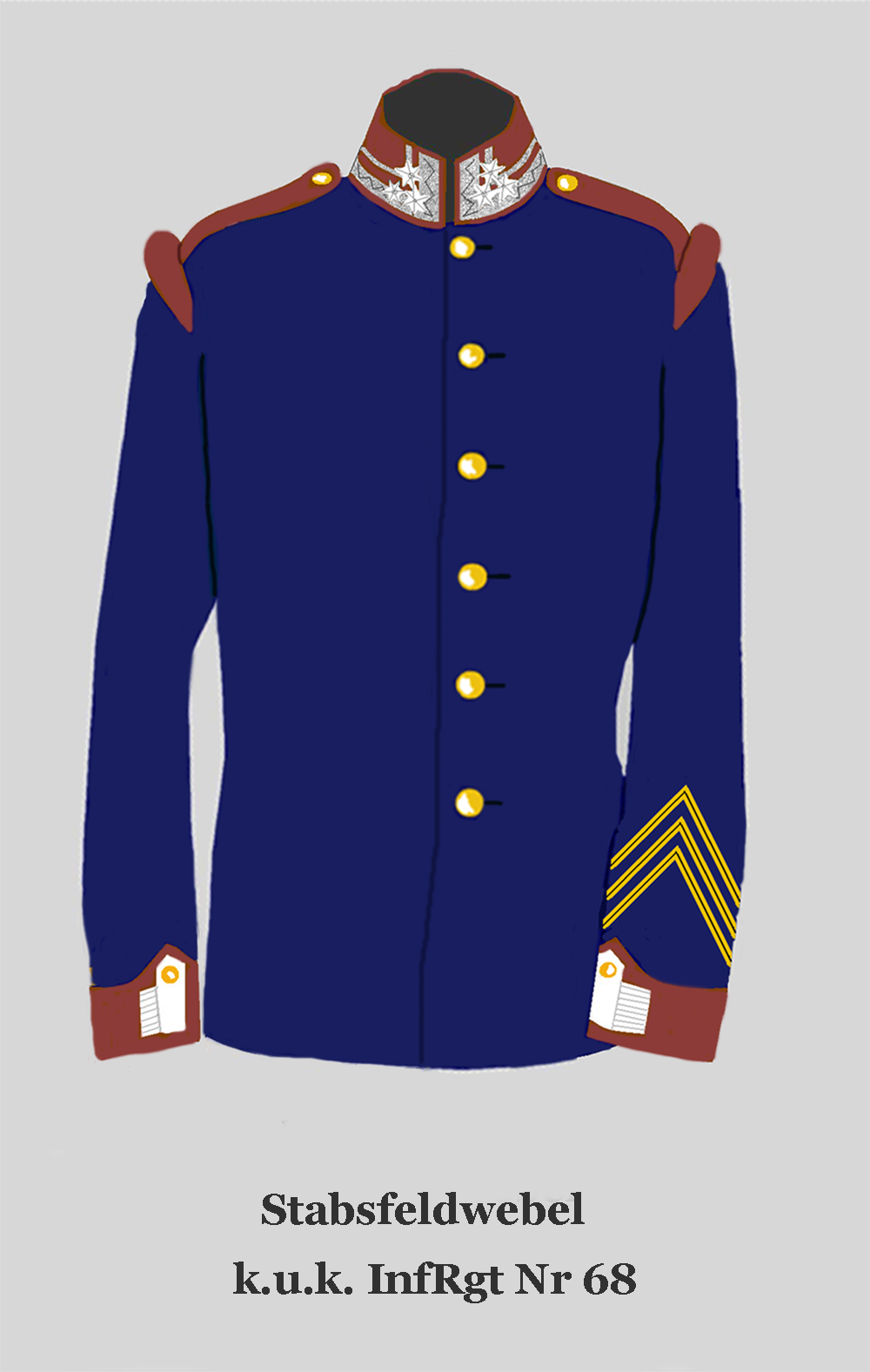
Штабсфельдфебель (68-й піхотний полк)
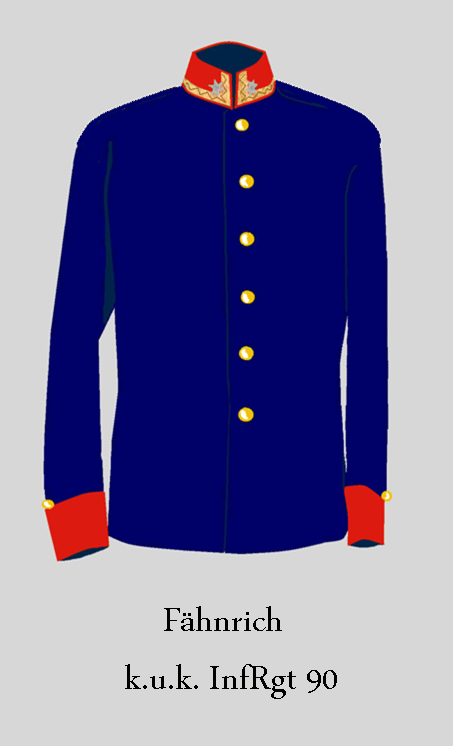
Фенрих (90-й піхотний полк)
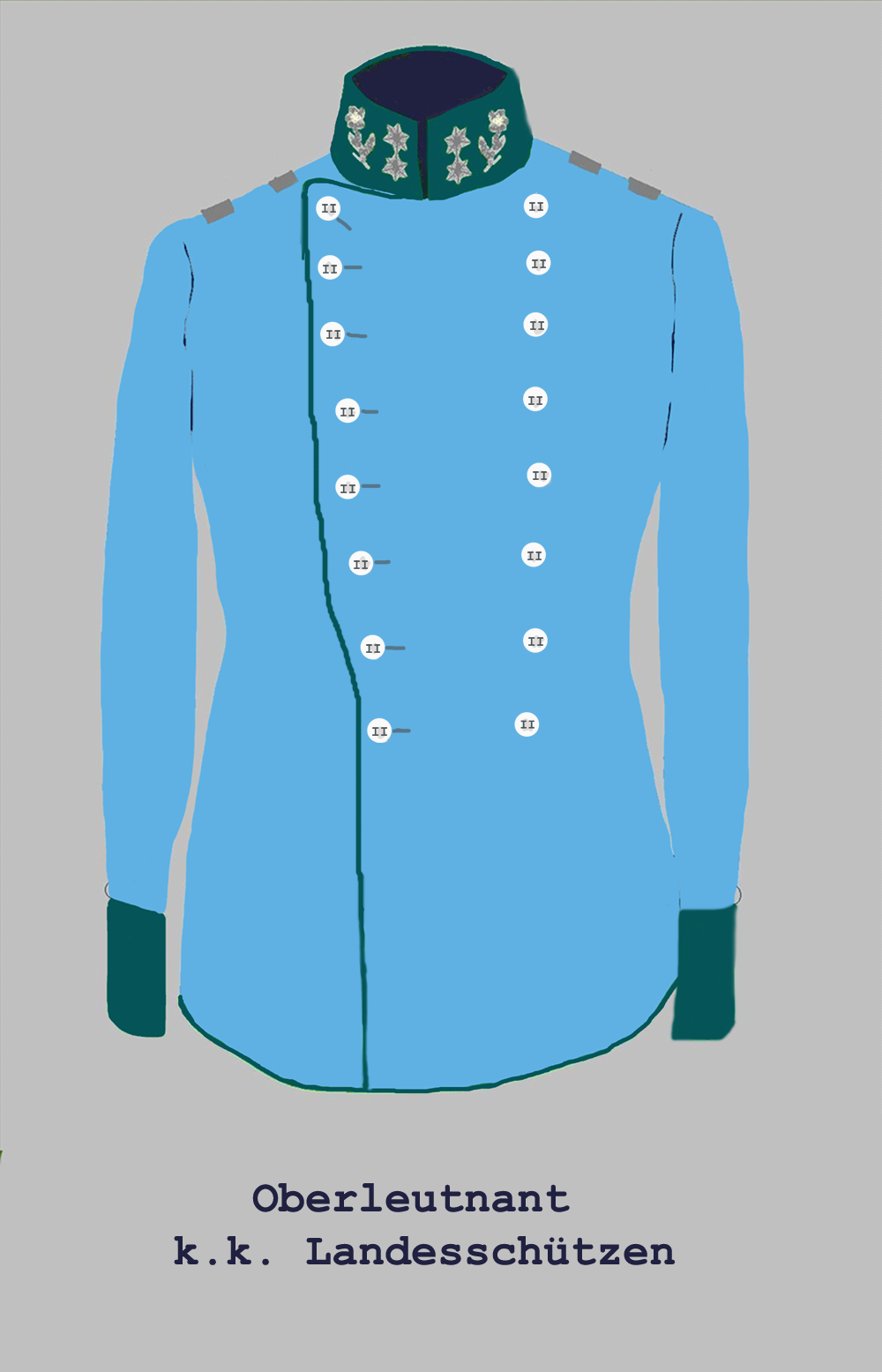
Оберлейтенант (Landesschützen)
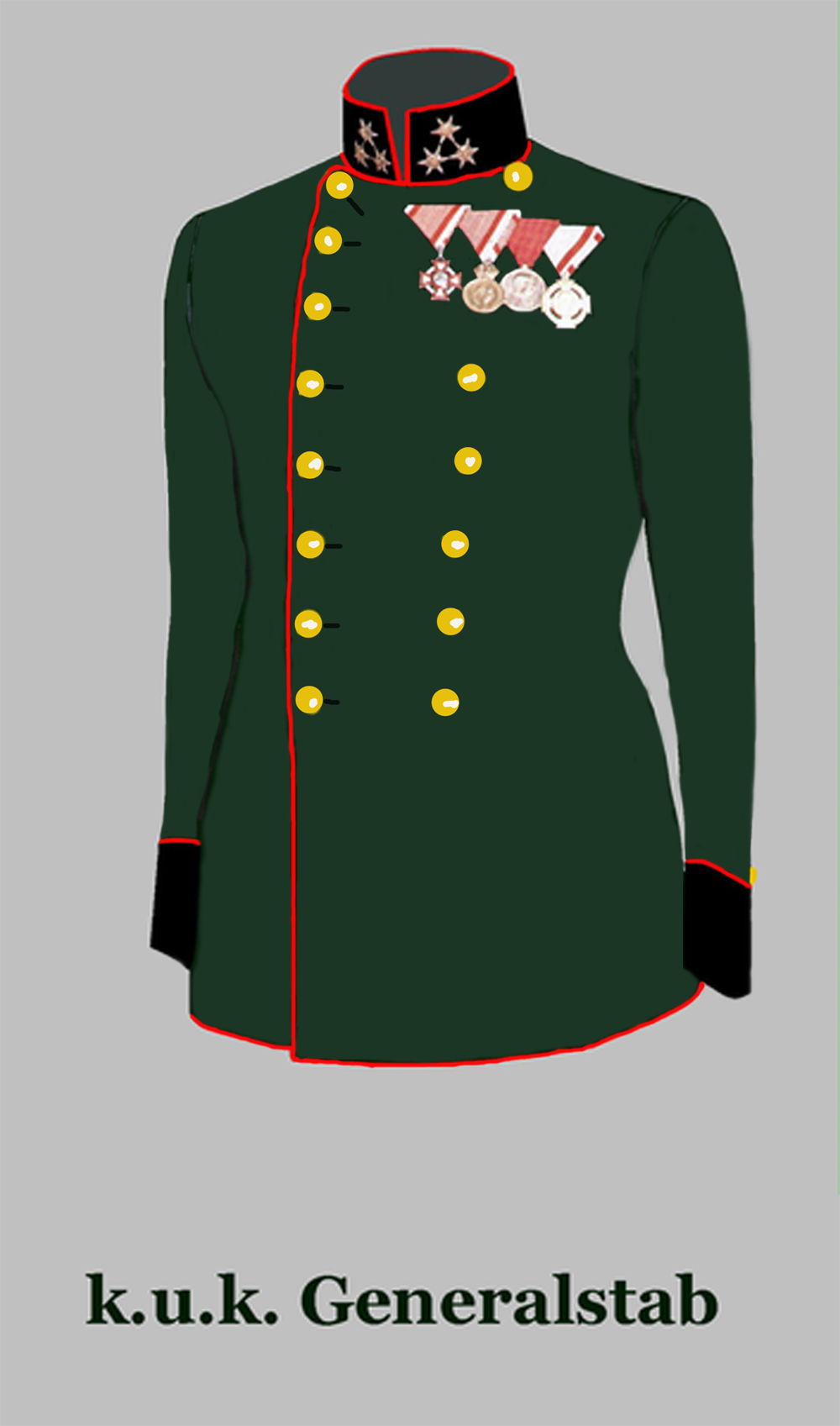
Гауптман (Генеральний штаб)
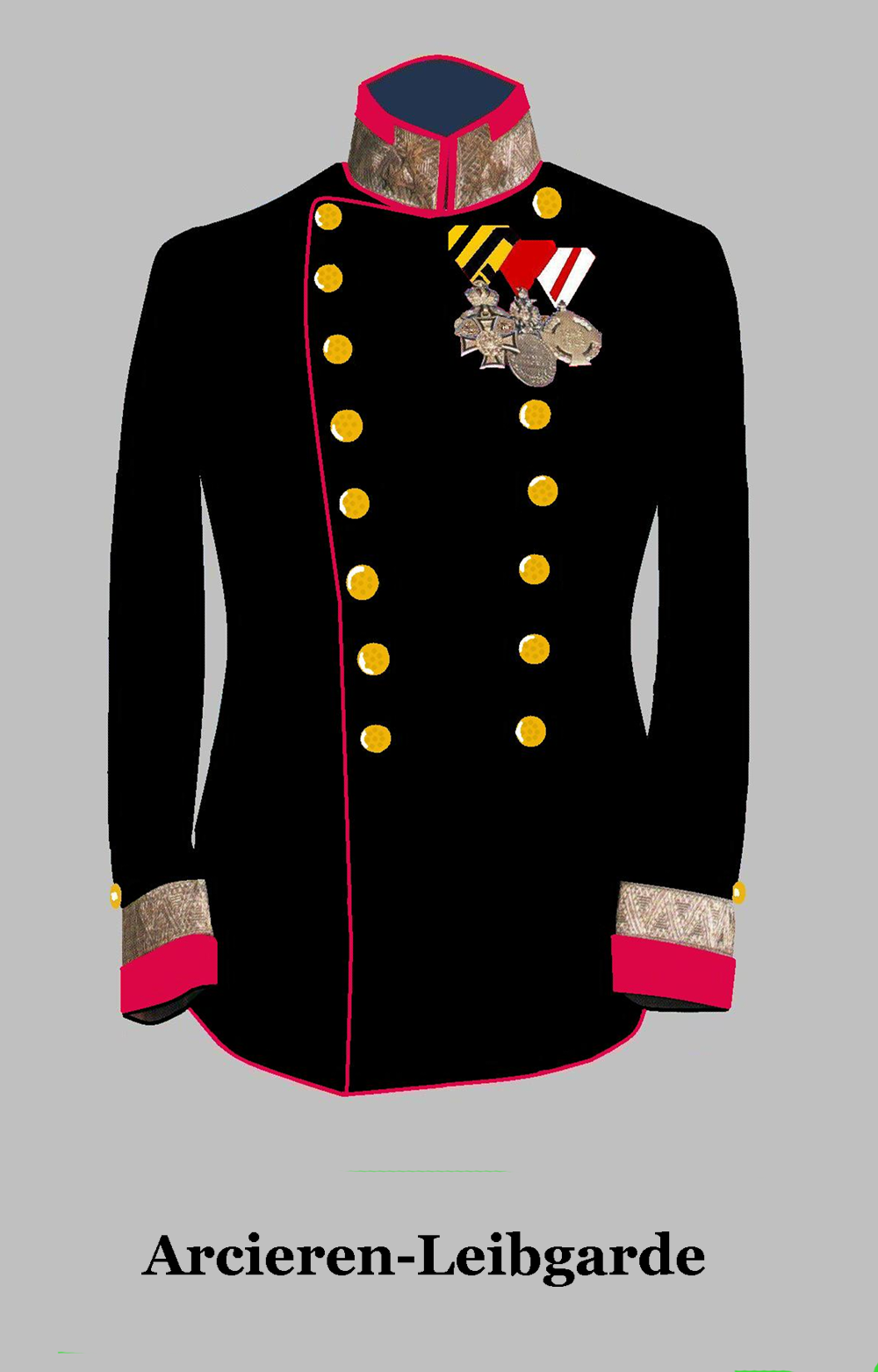
Полковник (Перша лейб-гвардія арсієрів)
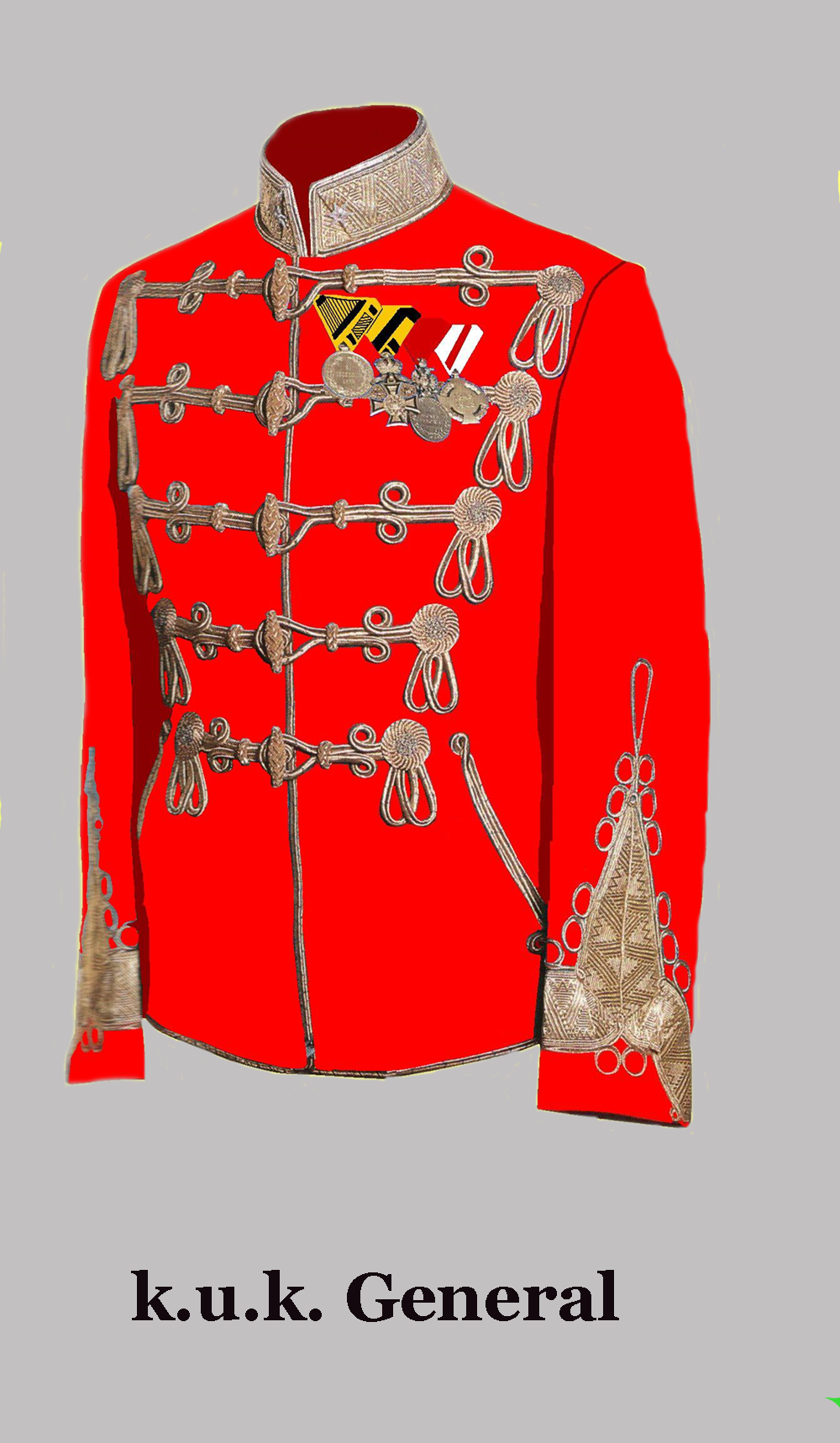
Генерал-майор
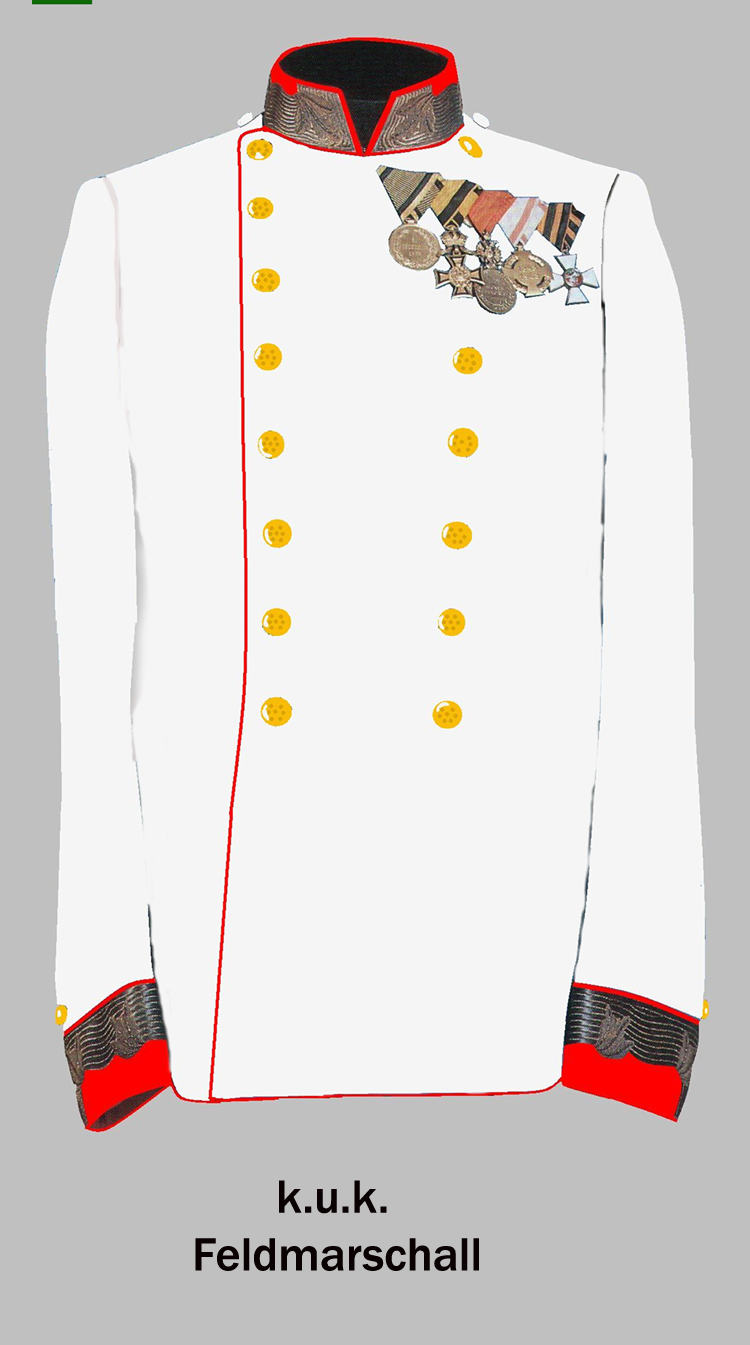
Фельдмаршал

### Головні убори
Лінійні формування кінноти, артилерії та більшості піхоти носили головні убори (чако, чапка, шолом), за якими можна було зрозуміти індивідуальне звання або принаймні ранги звань того, хто його носить. Інша ситуація була з іншими типами головних уборів, такими як польова кепка, боснійська феска, шолом («Пікельгаубе») (імператорська і королівська жандармерія, формування лейб-гвардії, за винятком імператорської і королівської лейб-гвардії), або мисливський капелюх (імператорських мисливців, польових мисливців, австрійський ландвер, імператорсько-королівська жандармерія тощо). Їхня екіпіровка не розрізняла між окремими званнями, а лише між рядовими, фенрихами та офіцерами.
Більшість головних уборів мали такі спільні риси: фурнітура була зроблена з латуні (у офіцерів позолочена). Коси і шнури (де це було передбачено) виготовляли для рядових з овечої вовни, для фенрихів — з жовто-чорного подряпаного шовку (але круглий шнур на шапці мисливця був зеленого кольору), для офіцерів — із золотопряденого шовку. Кокарда на чако для рядових виконана з латуні, для офіцерів — із золота. У піхоті чорне поле без ініціалів імператора для військовослужбовців і з ними для офіцерів (ініціали правителя «FJI», для військ Гонведа «IFJ», з 1916 «K»). Кокарда для гусарів, артилерійців і уланів, а також на фуражці польова металева і для всіх чинів з ініціалами правителя (штампована для рядових, вишита для прапорщиків і офіцерів, позолочена металева кокарда для гусарських старшин). У випадку з предметами, придбаними приватно, екіпажу також дозволялося мати позолочену фурнітуру, а також шовкові тасьми та шнури. На червоній «боснійській» фесці темно-синя китиця була вовняна для рядових і шовкова для офіцерів. З 1886 року феска призначалася лише для мусульман (у відповідних постановах їх називали «магометанами»). Відтоді всі немусульманські унтер-офіцери, фенрихи та офіцери носили чако або кашкет.

## Військово-морські сили
До введення нарукавних окантовок і відкритого коміра з 1859—1860 рр. знаки розрізнення військово-морського персоналу наслідували приклад сухопутних військ (зірки рангу на раніше високо закритому комірі). Нарукавні знаки звань і позначення неодноразово змінювалися аж до Першої світової війни.
| Накидки | Погони | Рядовий та унтерофіцерський склад | Мовою оригіналу |
| Накидки | Погони | Звання | Мовою оригіналу |
| ------- | ------ | --- | --- |
|         |        | Матрос 2-го класу • помічник навідника 2-го класу • кухонний матрос • кочегар 2-го класу • матрос озброєння 2-го класу • матрос провізії • рульовий • мінний капітан 2-го класу • авіаційний матрос • електротехнічний матрос • торпедний капітан 2-го класу • музичний матрос 2-го класу • телеграфний матрос 2-го класу • санітарний матрос 2-го класу • військовослужбовець 2-го класу | нім. Matrose 2. Klasse • Geschützvormeister 2. Klasse • Küchenmatrose • Heizer 2. Klasse • Waffenmatrose 2. Klasse • Proviantmatrose • Steuermatrose • Minenvormann 2. Klasse • Fliegermatrose • Elektromatrose • Torpedovormann 2. Klasse • Musikmatrose 2. Klasse • Telegraphenmatrose 2. Klasse • Sanitätsmatrose 2. Klasse • Militärarbeiter 2. Klasse |
|         |        | Матрос 1-го класу • Навідник 1-го класу • Матрос кухні • Кочегар 1-го класу • Матрос озброєння 1-го класу • Провізійний матрос • Рульовий • Шахтний старшина 1-го класу • Авіаційний матрос • Електрик Матрос • Торпедний бригадир 1-го класу • Музичний матрос 1-го класу • Телеграфіст 1-го класу • Санітарний матрос 1 розряд • військовослужбовець 1 розряду | нім. Matrose 1. Klasse • Geschützmatrose 1. Klasse • Küchenmatrose • Heizer 1. Klasse • Waffenmatrose 1. Klasse • Proviantmatrose • Steuermatrose • Minenvormann 1. Klasse • Fliegermatrose • Elektromatrose • Torpedovormann 1. Klasse • Musikmatrose 1. Klasse • Telegraphenmatrose 1. Klasse • Sanitätsmatrose 1. Klasse • Militärarbeiter 1. Klasse |
|         |        | Кермовий • Марсман • Інтендант • Головний кочегар • Інтендант кочегара • Інтендант кермового • Електрик • Інтендант електрика • Телеграфіст • Інтендант телеграфіста • Медик • Інтендант медика • Бригадир 3-го класу • Бригадир 2-го класу • Зброяр • Інтендант зброяра • Стрілець • Стрілець-квартирмейстер • Торпедист • Інтендант торпедиста • Шахтар • Інтендант-шахтаря • Музикант • Інтендант музикатна • Авіаційник • Інтендант авіаційника • Провізійник • Інтендант провізійника • Кухар • Інтендант кухаря | нім. Rudergast • Marsgast • Quartiermeister • Oberheizer • Heizerquartiermeister • Steuerquartiermeister • Elektrogast • Elektroquartiermeister • Telegraphengast • Telegraphenquartiermeister • Sanitätsgast • Sanitätsquartiermeister • Vorarbeiter 3. Klasse • Vorarbeiter 2. Klasse • Waffengast • Waffenquartiermeister • Geschützgast • Geschützquartiermeister • Torpedogast • Torpedoquartiermeister • Minengast • Minenquartiermeister • Musikgast • Musikquartiermeister • Fliegergast • Fliegerquartiermeister • Proviantgast • Proviantquartiermeister • Küchengast • Küchenquartiermeister |
|         |        | Помічник боцмана • помічник по зброї • помічник по кухні • помічник по машині • помічник по зброї • помічник по забезпеченню • помічник кермового • помічник по шахті • помічник авіаційника • помічник по електротехніці • помічник по торпеді • помічник по музиці • помічник по телеграфу • помічник по медичній службі • бригадир 1-го класу | нім. Bootsmannsmaat • Geschützmaat • Küchenmaat • Maschinenmaat • Waffenmaat • Proviantmaat • Steuermannsmaat • Minenmaat • Fliegermaat • Elektromaat • Torpedomaat • Musikmaat • Telegraphenmaat • Sanitätsmaat • Vorarbeiter 1. Klasse |
|         |        | Однорічний доброволець | нім. Einjährig-Freiwilliger |
|         |        | Підбоцман • майстер зброї • майстер кухні • підінженер • майстер підзброєння • майстер провіанту • підавіаційник • майстер мінування • підмайстер авіації • підручник з електрики • підторпедний майстер • допоміжний майстер музики • допоміжний телеграфний майстер • допоміжний майстер з медицини • підінженер | нім. Unterbootsmann • Untergeschützmeister • Unterküchenmeister • Untermaschinenwärter • Unterwaffenmeister • Unterproviantmeister • Untersteuermann • Unterminenmeister • Fliegeruntermeister • Elektrounterwärter • Untertorpedomeister • Untermusikmeister • Untertelegraphenmeister • Untersanitätsmeister • Unterwerkmeister |
|         |        | Штабсбоцман • штабснавідник • кухонний майстер • штабсмашиніст • штабс збройовий майстер • провізійний майстер • штабскермовий • штабс мінний майстер • штабс авіаційник • штабс електрик • штабс торпедний майстер • музичний майстер • штабс телеграфний майстер • медичний майстер • робочий майстер | нім. Stabsbootsmann • Stabsgeschützmeister • Küchenmeister • Stabsmaschinenwärter • Stabswaffenmeister • Proviantmeister • Stabssteuermann • Stabsminenmeister • Fliegermeister • Stabselektrowärter • Stabstorpedomeister • Musikmeister • Stabstelegraphenmeister • Sanitätsmeister • Werkmeister |
|         |        | Оберштабсбоцман • оберштабс навідник • оберштабс кухонний майстер • оберштабс машиніст • оберштабс збройовий майстер • оберштабс провізійний майстер • оберштабс керманич • оберштабс мінний майстер • оберштабс авіаційний майстер • оберштабс електрик • оберштабс торпедний майстер • оберштабс музичний майстер • оберштабс телеграфний майстер • оберштабс медичний майстер • оберштабс механік | нім. Oberstabsbootsmann • Oberstabsgeschützmeister • Oberküchenmeister • Oberstabsmaschinenwärter • Oberstabswaffenmeister • Oberproviantmeister • Oberstabssteuermann • Oberstabsminenmeister • Oberstabsfliegermeister • Oberstabselektrowärter • Oberstabstorpedomeister • Obermusikmeister • Oberstabstelegraphenmeister • Obersanitätsmeister • Oberstabswerkmeister |
|         |        | Матроси і офіцери, які добровільно продовжили службу, носили шеврони з жовтої шовкової тасьми шириною 1 см з чорною центральною лінією шириною 2 мм. - 3 роки служби — 1 кут; - 6 років служби — 2 кути; - 9 років служби — 3 кути. Унтер-офіцери носили нарукавну нашивку шириною 1,3 см із позолоченого нікелевого дроту та над нею з інтервалом 5 мм. - 1 рік служби — кут; - 2 роки служби — 2 кути; - 3 роки служби — 3 кути.                                                                                    | |

| Офіцерський склад |                                    |                        |                            |                       |                       |                           |                    |                  |              |                  |
|                   |                                    |                        |                            |                       |                       |                           |                    |                  |              |                  |
| Мічман            | Фенрих Корвет лейтенант            | Фрегат лейтенант       | Лінійний лейтенант         | Корвет капітан        | Фрегат капітан        | Лінійний капітан          | Контрадмірал       | Віцеадмірал      | Адмірал      | Грос-адмірал     |
| (нім. Seekadett   | нім. Seefähnrich Korvettenleutnant | нім. Fregattenleutnant | нім. Linienschiffsleutnant | нім. Korvettenkapitän | нім. Fregattenkapitän | нім. Linienschiffskapitän | нім. Kontreadmiral | нім. Viceadmiral | нім. Admiral | нім. Großadmiral |